# Street Art Fest Grenoble Alpes
Le Street Art Fest Grenoble Alpes, anciennement Grenoble Street Art Fest jusqu'en 2018, est un festival d'art urbain qui se déroule, depuis l'année 2015, dans Grenoble et son agglomération, dans le département de l'Isère, en région Auvergne-Rhône-Alpes.

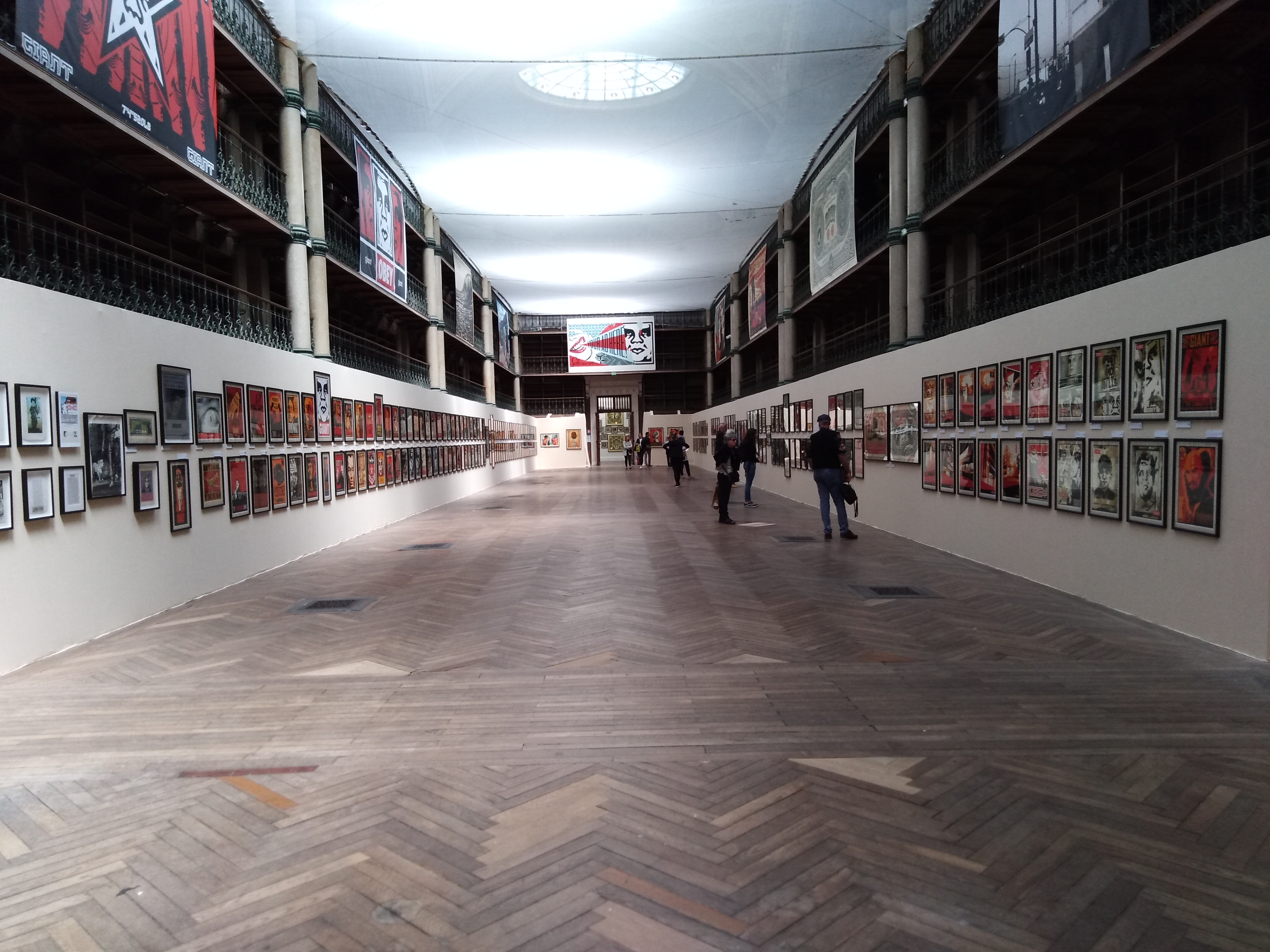
Exposition Shepard Fairey dans l'ancien musée de Grenoble lors de l'édition 2019

Il a été créé sur l'initiative de l'ancien snowboarder Jérome Catz, fondateur et directeur du réseau de centres d'art consacré au street art, dénommé Spacejunk.
L'objectif déclaré de ce festival est de proposer des créations actuelles liées à l'art urbain durant plusieurs semaines, dans Grenoble et sa proche banlieue. Durant la période du festival, des artistes nationaux et internationaux s'expriment sur des supports urbains, notamment des façades d'immeubles privés ou publics, choisis dans le tissu urbain de l'agglomération grenobloise.

## Historique

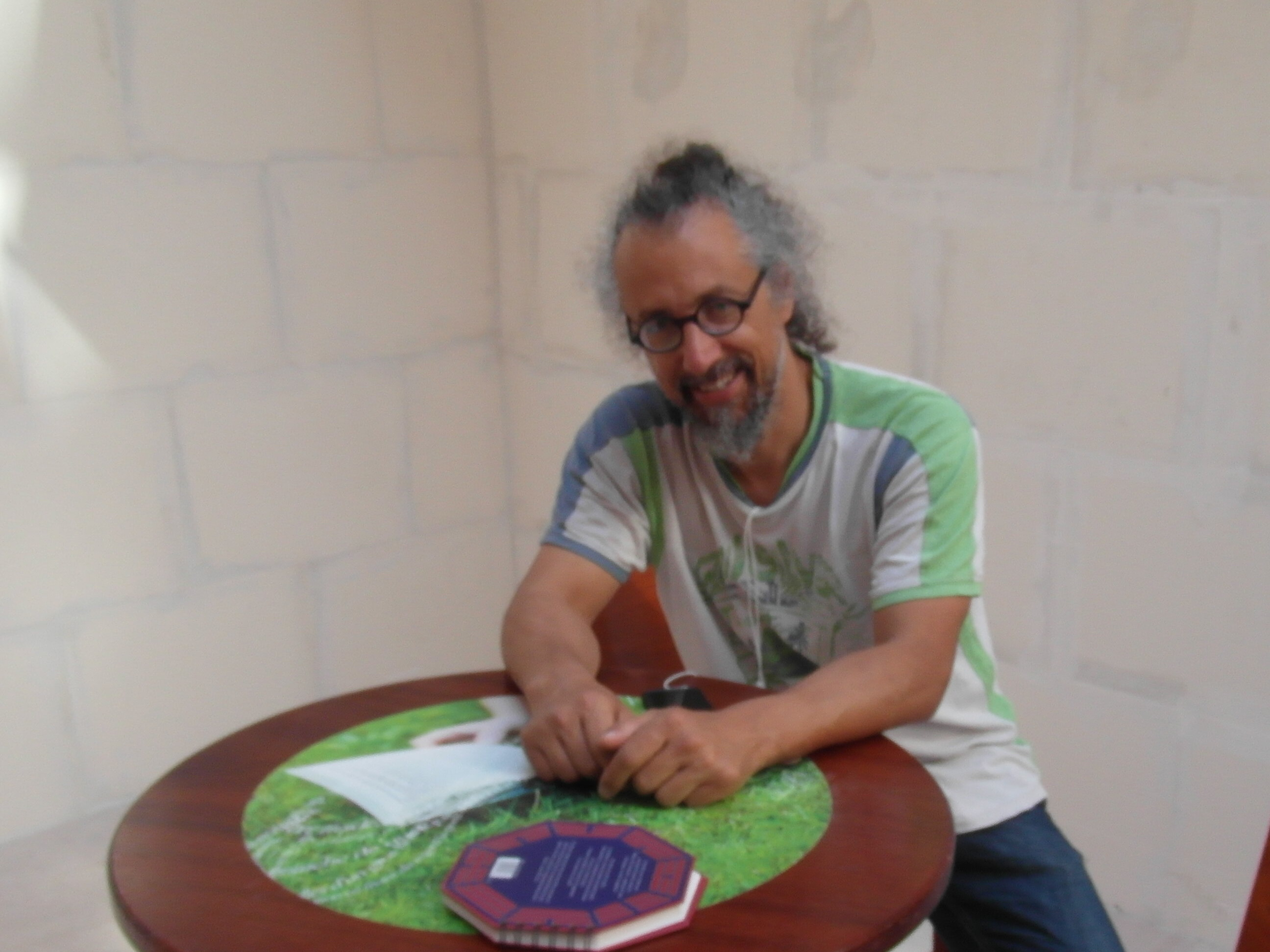
Jérome Catz, initiateur et administrateur du Grenoble Street Art Fest, photographié en juin 2018

Le Street Art Fest Grenoble Alpes a été créé (à l'origine sous le nom de « Grenoble Street Art Fest ») en 2015.
Le festival a été fondé par Jérome Catz, également fondateur des Centres d’Art Spacejunk, un réseau de centres d’art consacré au street art,. Il se développe d'année en année jusqu'à devenir le plus grand d'Europe.

### Édition 2015
La première édition du Grenoble Street Art Fest se déroule du 10 juin au 21 juin 2015, afin de représenter dans les rues de Grenoble la pluralité des disciplines de l’art urbain. Pour la première fois, une initiative privée locale permet à de nombreux murs de la ville de Grenoble de bénéficier de fresques, de graffitis éphémères en mousse, de collages divers composés par des artistes internationaux, nationaux et locaux.
Des installations éphémères et des expositions vidéos sur les différentes œuvres des artistes ont également été programmées durant ce festival.
Selon le site de l'organisateur, les établissements et les sites suivants ont été sollicités pour participer à cette première édition du festival :
- L'ancien Musée de Peinture a reçu 2 423 visiteurs;
- La salle « le Chorus » de Grenoble a reçu 1 469 personnes;
- Le centre d'art « Spacejunk Art Center » a reçu un total de 1 736 visiteurs;
- La galerie « Nunc », située rue Génissieu a reçu 1 200 visiteurs;
- La salle de concert « La Belle Électrique » de Grenoble a accueilli 900 personnes;
- Le Cinéma « le Club » de Grenoble a accueilli 100 personnes;
- L'Auditorium du Musée de Grenoble a accueilli 80 personnes.

Liste (non exhaustive) des artistes invités en 2015
La liste des artistes pour l'année 2016 est affichée sur le site officiel du festival. Selon celui-ci 33 artistes étaient programmés, 82 œuvres (hors du musée de peinture) ont été créées et 1 250 m2 de surface ont été peintes, 530 litres de peinture acrylique et 600 bombes de peintures aérosol ont été utilisées.
- Mr. Wany
- C215
- Isaac Cordal
- Goin
- Rubbish
- Serty 31
- Kouka
- Da Cruz
- Green
- The Sheepest
- Etien’
- Nesta
- Vinz
- Diseck
- Srek
- Petite Poissone
- LKS1
- Crew Caracha
- Juin
- Contratak Crew
- Votour
- Ekis
- Time2
- Snek
- Holow
- Sowat2
- Oraz
- Alias 2.0
- Danay

### Édition 2016
La seconde édition du Grenoble Street Art Fest, soutenue officiellement par la municipalité de Grenoble, se déroule du 8 juin au 26 juin 2016.
De nombreuses fresques et d'autres œuvres sont élaborées et exposées dans le quartier Championnet, la rue Général Mangin, mais aussi sur la façade de la maison des associations de la ville de Grenoble. Une œuvre éphémère composée de trois peintures murales, de marking-tape a été imaginée et réalisée par les enfants de l'école de la Houille Blanche, située dans le quartier des Eaux-Claires à Grenoble.
L'exposition des œuvres d'atelier des artistes participant s'est déroulée dans l'ancien Musée de Peinture de Grenoble, présentant de nombreuses œuvres d'artistes invités, tels qu'Ernest Pignon-Ernest, Goin, Petite Poissone, Augustine Kofie, Anthony Lister (en), Animalitoland, Veks Van Hillik, Max Zorn (en) et beaucoup d'autres.
Selon le site de l'organisateur, les établissements et les sites suivants ont été sollicités durant cette deuxième édition :
- L'ancien Musée de Peinture a reçu 2 369 visiteurs;
- L'îlot Peugeot, situé près de l'Esplanade de Grenoble, a reçu 632 visiteurs;
- Le centre d'art « Spacejunk » a reçu 2 000 visiteurs;
- Le centre d'art « le Vog » de Fontaine a reçu 1 200 visiteurs;
- La salle « la Bobine » de Grenoble a reçu 900 visiteurs;
- Le Cinéma « le Club » de Grenoble a accueilli 133 personnes;
- L'auditorium du musée de Grenoble a accueilli 88 personnes;
- La salle de « la Plateforme », située près de la Préfecture de l'Isère, a accueilli 100 personnes;
- Le site de l'ENSAG a accueilli 62 personnes;
- La Maison de l’International, située près du Jardin de Ville, a accueilli 59 personnes;
- Les Visites guidées gratuites ont dirigé 581 visiteurs.

Liste (non exhaustive) des artistes invités en 2016
La liste des artistes pour l'année 2016 est affichée sur le site officiel du festival. 43 artistes étaient programmés, 214 réalisations officielles ont été créées, 132 œuvres ont été exposées (dont 45 sérigraphies de Shepard Fairey), et 3 500 m2 de surface ont été peintes.
- Ernest Pignon-Ernest
- Augustine Kofie
- Anthony Lister
- Will Barras
- Animalitoland
- Max Zorn
- Nevercrew
- Beast
- C215
- Monkey Bird
- Veks van Hilik
- Goin
- Isaac Cordal
- Adam Ferguson
- Petite Poissone
- The Sheepest
- Étien’
- Snek
- Nesta & Short
- Srek, Greg & Will
- Green
- Votour
- Niko & Danay
- Ekis
- Cobie
- Groek
- Romain Minotti
- Ink4rt
- Juin
- M4U
- Tawos & Keblo
- Bess
- CrewCaracha
- Tramb

### Édition 2017
La troisième édition du Grenoble Street Art Fest se déroule du 7 juin au 27 juin 2017. Celle-ci s'organise et se développe dans un espace géographique plus important que les deux précédentes éditions, avec des œuvres créées sur le territoire grenoblois (quartiers Berriat, Championnet, La Villeneuve, Grands Boulevards et Centre-ville), mais également des villes voisines de Fontaine et sur le Campus Universitaire situé dans une autre commune voisine, celles de Saint-Martin-d'Hères.
La nouveauté de cette édition réside dans la mise en place d'un festival de films (dénommé Street Art Movie Fest) consacré à l'art urbain, en partenariat avec la cinémathèque de Grenoble.
Des expositions sont organisées dans l'ancien Musée de Peinture de Grenoble, au VOG, salle d'exposition gérée par la ville de Fontaine, ainsi qu'au centre d'art Spacejunk situé dans le quartier Championnet, à Grenoble. Quarante-cinq artistes sont invités à participer durant les trois semaines que dureront cette édition du festival.
Selon le site de l'organisateur, les différents établissements et les sites suivants ont été sollicités durant cette édition :
À l'ancien musée de peinture de Grenoble :
- 1 500 personnes ont participé à l’inauguration du Festival;
- 1 320 personnes ont visité l’exposition.

Au centre d'art Spacejunk situé à Grenoble :
- 350 personnes ont participé au vernissage de l’exposition Vanities (ouverte jusqu'au 29 juillet[10]);
- 744 personnes ont visité l’exposition Vanities à Spacejunk pendant le festival.

Au centre d’art VOG, situé à Fontaine :
- 683 personnes ont visité l’exposition « Face à face » au centre d’art VOG à Fontaine.
- Les conférences sur le Street Art durant le festival ont attiré 260 personnes;
- Les lieux éphémères pour visiter ou peindre ont reçu la visite de 519 personnes.

Liste (non exhaustive) des artistes invités en 2017
La liste des artistes pour l'année 2017 est affichée sur le site officiel du festival. 57 artistes étaient programmés, 12 murs monumentaux, 13 murs de grande taille et 17 murs de taille moyenne ont été aménagés, 194 œuvres ont été exposées sur trois lieux d’exposition, soit plus de 3 700 m2 de surface peinte.
- How & Nosm
- DALeast
- Seth
- A’Shop
- Goin
- Monkey Bird Crew
- Lonac
- Gris One
- Veks Van Hillik
- RNST
- The Blind
- EZK
- Berns
- Jaba
- Bestiari One
- Cart1
- Brkn/wrld
- Asul
- Una Vida Familia
- Atom Ludik
- Green
- Besss
- Snek
- Etien
- Nesta
- Petite Poissone
- Snek, Greg & Will
- Ekis & Boye
- Tawos
- Cobie
- Ink4rt
- Short 79
- Groek
- Crewcaracha
- Romain Minotti
- Danay
- M4U
- Glob
- Votour

### Édition 2018

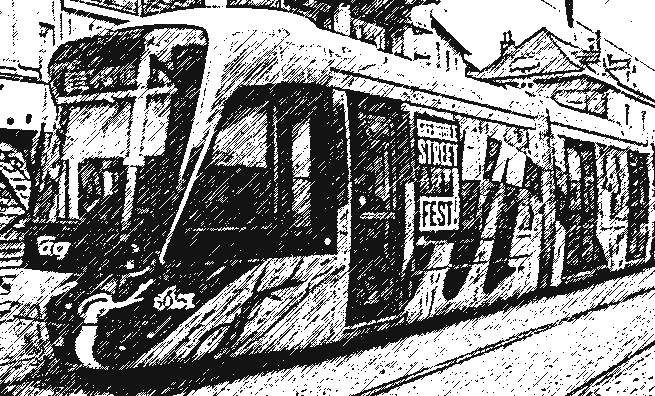
Tramway grenoblois décoré, circulant durant l'édition 2018 du GSAF

La quatrième édition du Grenoble Street Art Fest débute le 1er juin 2018 et dure tout le mois de juin. Durant le week-end précédant son ouverture, les artistes Skio, MC Baldassari, Malpegados et Kleblo sont intervenus sur les côtés de plusieurs rames du tramway grenoblois. Leurs œuvres éphémères seront visibles durant le festival dans tous les quartiers des communes de l’agglomération traversées par les tramways, ainsi décorés.
La nouveauté de cette édition réside dans la mise en place d'un nouveau point d'accueil (avec l'ancien musée de peinture), destiné à informer le public, mais aussi de site de vente et de dédicaces de produits (livres, affiches, t-shirts) liés aux œuvres des artistes. Ce stand est situé sur une esplanade à proximité du centre commercial de la caserne de Bonne. Les gestionnaires du stand distribuent gratuitement deux cartes élaborées par le centre d'art Spacejunk : la première (en association avec l'office de tourisme local) indique l'emplacement des œuvres murales des éditions 2015, 2016 et 2017 dans les rues de Grenoble et de Fontaine et la seconde indique le programme du festival 2018.
Pour cette quatrième édition, le Grenoble Street Art Fest a organisé des manifestations dans quatre villes de l’agglomération : Grenoble, Fontaine, Le Pont-de-Claix et Saint-Martin-d'Hères, ces deux dernières étant de nouvelles communes de l'agglomération grenobloise participantes pour accueillir des œuvres de ce festival (bien que la fresque dénommée Mockingbirds de l'artiste Croate Lonac soit visible sur un immeuble du CROUS de Saint-Martin d'Hères depuis 2017).
Des chiffres prévisionnels ont été fournis par l'organisateur :
- 18 murs monumentaux ;
- 13 murs de taille moyenne ;
- 7 murs de petite taille ;
- 50 balades urbaines gratuites ;
- 5 circuits running street art ;
- 5 lieux d’exposition ;
- 2 concours photos.

La 2e édition du Street Art Movie Fest est également ouvert à cette occasion avec un village d’activités et une équipe de 90 personnes.
Liste (non exhaustive) des artistes invités en 2018
Liste non exhaustive
- Sainer (Pologne)
- Sebas Velasco (Espagne)
- Pantonio (Portugal)
- Veks Van Hillik (Fr)
- MAYE (Fr)
- Isaac Cordal (Espagne)
- Goin
- Sony (Afrique du Sud)
- Mademoiselle Maurice (France)
- Animalitoland (Argentine)
- Suiko (Japon)
- Sampsa (Finlande)
- Serty 31
- Momies
- Cuore (Argentine)
- Piet Rodriguez (Belgique)
- Lapiz (Allemagne)
- Samsofy
- Lucretia Torva (USA)
- Snek
- Petite Poissone
- Kiptoe (USA)
- Mr Chaix
- Atom Ludik
- Una Vida Familia
- Green
- Etien’
- Skio
- Malpegados (Chili)
- MC BALDASSARI (Canada)
- Reso
- Nest
- Mondé
- Asaz One
- By Dav’
- Juin
- Srek, Greg & Will
- Ekis & Boye
- Ink4rt
- Groek
- Crewcaracha
- Tawos
- Disketer
- Stel
- KEBLO
- Besss
- Tramb
- Sweetsiana

### Édition 2019

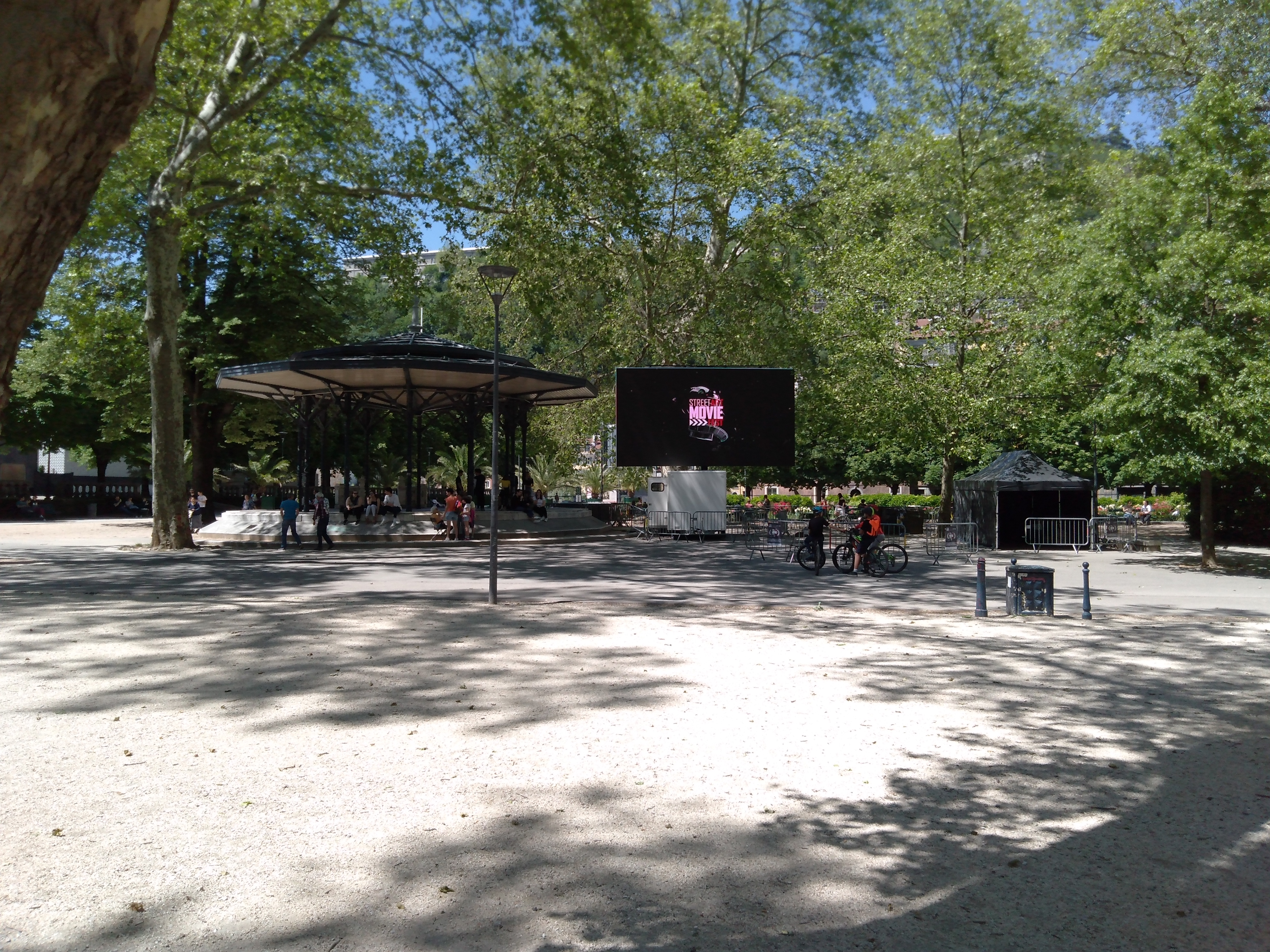
Jardin de ville durant l'édition de 2019 (Street Art Movie Fest)

Durant une interview publiée dans le quotidien le Dauphiné Libéré en date du 23 janvier 2019, l'organisateur du festival Jérome Catz, relate des difficultés financières dans le cadre de l'organisation de l'édition de 2019. Celui-ci déclare regretter le manque de participation financière de la part des collectivités pour cette année. Néanmoins, en février 2019, le site officiel du festival précise que la 5e édition se déroulera du 31 mai au 30 juin 2019.
Un changement de nom en Street Art Fest Grenoble-Alpes a été décidé pour cette 5e édition. Selon l'organisateur Jérome Catz, « vu l’emprise progressivement métropolitaine du festival, de modifier son nom pour ne pas le cantonner à Grenoble intramuros » car d'année en année quelques villes de l'agglomération (Fontaine, Pont-de-Claix et Saint-Martin d'Hères) ont rejoint la ville de Grenoble pour accueillir des expositions et manifestations.
Des chiffres prévisionnels ont été fournis par le bulletin de Grenoble Alpes Métropole :
- 30 artistes
- 2 000 m2 de surface peinte
- 30 murs monumentaux (dont le mur de l'hôtel de ville de Fontaine)
- 10 murs de grande taille
- 27 murs moyens
- 42 petites surfaces
- 8 lieux d'exposition.

L'exposition organisée à l'ancien musée de peinture est centrée sur l'artiste américain Shepard Fairey et continuera jusqu'au 27 octobre 2019. L'espace du VOG situé à Fontaine est consacré aux artistes Augustine Kofie et Robert Proch, lié au « Graffuturisme ».
Dans divers quartiers de Grenoble tels que Championnet, Berriat – Saint Bruno, Île Verte, Capuche, l'Hypercentre, les communes participantes au niveau de l'agglomération et les divers sites déjà utilisés l'année précédente, ainsi qu'une œuvre mobile.
Liste (non exhaustive) des artistes invités en 2019
Liste non exhaustive
- Shepard Fairey (USA)
- Li-Hill (Canada)
- Bezt (Pologne)
- Augustine Kofie (USA)
- 1010 (Allemagne)
- PichiAvo (Espagne)
- Robert Proch (Pologne)
- Mantra (France)
- Wild Drawing (Bali)
- Dulk1 (Espagne)
- Beast (Italie)
- Marco Lallemant (France)
- Izzy Izvne (Moldavie)
- Goin (France)
- Ink4rt (France)
- Tawos (France)
- Ardif (France)
- Softtwix (France)
- Monk (Belgique)
- Julieta XLF (Espagne)
- Nean (Belgique)
- LPVDA (Suisse)
- Petite Poissone (France)
- Nesta (France)
- Arepo (France)
- Danay (France)
- Tramb (France)
- Veks Van Hillik (France)
- MC Baldassari (Canada)
- Srek, Greg & Killah One (France)
- Ekis & Boye (France)
- Groek (France)
- Votour (France)
- Short 79 (France)

### Édition 2020
En 2020, le festival se déroule sur une période de quatre mois et se dénomme « Résilience ».
À la suite de la pandémie de COVID-19, la page d'accueil du festival pour l'année 2020 précise qu'afin d’éviter les grands rassemblements, les organisateurs essayent de maintenir les réalisations des fresques prévues mais « en appliquant de manière stricte l’ensemble des consignes de sécurité et d’hygiène qui seront ordonnées par le gouvernement et les municipalités. La situation de cette année, bien impactée par le COVID-19, nous oblige à nous adapter aux nouvelles de dernière minute et aux annonces gouvernementales ».
La liste des artistes aura été présentée au fur et à mesure dès l'annonce de la confirmation de leurs venues (en tenant compte de l'ouverture des frontières pour les artistes demeurant à l'étranger). Finalement, cette édition 2020 rebaptisée « Résilience » aura pris place du 1er juin au 16 novembre.
Liste (non exhaustive) des artistes invités en 2020
Liste non exhasutive
- Inti (Chili)
- Brusk (France)
- Simon Berger (Suisse)
- Reskate Art & Kraft (Espagne)
- Never Crew (en) (Suisse)
- Yann Chatelin (France/Maroc)
- L'Enfant Libre (France)
- Telmo & Miel (Pays-Bas)
- Philibert (France)
- Viktoria Veisbrut (Russie)
- Rosie Woods (UK)
- Iota (Belgique)
- Combo (France)
- Otist (France)
- Muz Mural Media (France)
- Snek (France)
- LPVDA (Suisse)
- Marco Lallemant (France)
- Petite Poissone (France)
- Piet Rodriguez (Belgique)
- Srek & Will (France)
- Cobie (France)
- Votour (France)
- M4U (France)

### Édition 2021

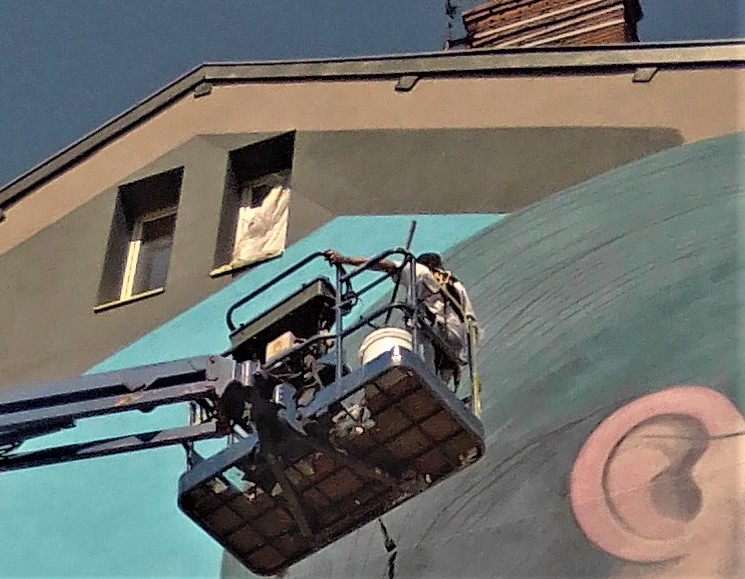
L'artiste Seth en création sur sa nouvelle fresque à Fontaine

La 7e édition du Street Art Fest commence sous de meilleures auspices par rapport à l'année précédente et pour laquelle une trentaine d'artistes ont été invités. Pour cette nouvelle édition organisée entre le 28 mai  et le 4 juillet 2021, les manifestations artistiques se dérouleront également sur le territoire des communes d'Eybens, de Sassenage, La Tronche et de Champ-sur-Drac.
Trois projections en plein air (ou en ligne, en cas d'impossibilité) de films en lien avec le street art seront organisées dans le cadre du Street art movie, organisé avec la Cinémathèque et la chaîne de TV locale TéléGrenoble.
Le 11 juin 2021, la société STMicroelectronics a inauguré sur son site de Grenoble baptisé AIR (Attractivité, Identité, Rayonnement) la plus grande fresque réalisée par le festival de Street art grenoblois depuis sa création. Cette œuvre, qui couvre 800 m2 sur deux pans de bâtiments, a été réalisée par le californien Augustine Kofie (mural spécialiste  de l'abstraction géométrique, et l'artiste belge Iota, spécialisé sur la représentation du corps humain,.
Liste (non exhaustive) des artistes invités en 2021
Liste non exhasutive
- Groek (France)
- Augustine Kofie (USA)
- Iota (Belgique)
- Leon Keer (Pays-Bas)
- Juin (PF Juin, France)
- Peeta (Italie)
- Taquen (France)
- Hoxxoh (Douglas Hoekzema, USA)
- Seth (France)
- EZK (France)
- Falco (France)
- Ekis & Boye (France)
- Lula Goce (Espagne)
- Vesod (Italie)
- Violant (Portugal)
- Telmo & Miel (Pays-Bas)
- Manomatic (Espagne)
- Petite Poissone (France)
- Fanakapan (Royaume-Uni)
- Etien' (France)
- LPVDA (Suisse)
- Li-Hill (Canada)
- Albert Ruce (Italie)
- Satr (Chine)

### Édition 2022
L'édition 2022 s'est déroulé du 27 mai au 26 juin avec quatre nouvelles communes ayant accepté de collaborer d'accueillir les festivaliers et les manifestations liées au festival : Seyssinet-Pariset, Meylan, Vizille, Saint Martin-le-Vinoux.

### Édition 2023
L'édition 2023 s'est déroulé du 26 mai au 2 juillet avec neuf communes participantes dans la métropole : Grenoble, Fontaine, Saint Martin d’Hères, Pont de Claix, Champ-sur-Drac, Seyssinet-Pariset, Meylan, Vizille et Saint Martin-le-Vinoux avec notamment :
- 4 expositions dans le cadre du festival à Grenoble et au Pont de Claix
- 3 « Street Art Run » les samedis matins avec l’équipe running du festival

Deux soirées avec des concerts et diverses animations sont également organisées ainsi qu'un parcours en réalité augmentée. Des visites commentées par des bénévoles sont également proposées afin de suivre des parcours Street Art dans les quartiers de l'Aigle et de Capuche.

### Édition 2024
La 10e édition se déroulera du 24 mai au 30 juin 2024. Une trentaine de réalisations sont attendues sur le territoire des dix communes participantes.

## Disciplines
Les thèmes de ces manifestations reposent sur l'élaboration de fresques monumentales et traditionnelles, des expositions d'œuvres sur toile, de collages artistiques et d'œuvres au pochoir, de sculptures urbaines et de photographies, ainsi que des œuvres numériques, des anamorphoses et d'autres techniques picturales liées à l'art urbain, telles que l'affichage, la sérigraphie, la calligraphie, le Yarn bombing, le tape art...

## Les principaux espaces d'expositions
Durant l'édition 2018, les principaux sites d'expositions sont situés dans les villes de Grenoble, de Fontaine, de Saint-Martin-d'Hères et du Pont-de-Claix, deux d'entre eux étant mobiles (tramway) et s'exposent ainsi dans toutes les villes desservies par le tramway.
Une carte présentant les principales œuvres réalisées dans les rues de Grenoble entre 2015 et 2017 a été éditée en partenariat avec l’Office du tourisme de la ville.

### Spacejunk Grenoble
Il s'agit du premier espace d'exposition du réseau Spacejunk Art Centers créé en 2003 par Jérome Catz. Ces espaces d'expositions et de médiations sont consacrés aux mouvements artistiques du street art, du lowbrow ainsi qu’au Pop surrealism.
Le centre d'art, gérée par les organisateurs du festival, assure des expositions depuis 2003. Celui-ci, situé rue Génissieu à Grenoble, est desservie par les lignes A et E du tramway de Grenoble.

### L'esplanade Alain Le Ray
Il s'agit d'un espace ouvert qui héberge le point accueil du festival depuis les deux dernière saisons. Il est dénommé « Village Street Art Fest » par les organisateurs.
Ce site qui accueille également la journée des enfants, ainsi que la fête de la musique et un atelier sérigraphie, est situé à proximité du centre commercial de la caserne de Bonne. le site est desservi par la ligne D du tramway de Grenoble.

### Le Jardin de ville
Ce parc public, fréquenté par l'écrivain français Stendhal, d'une superficie de 1,3 hectare est le seul espace vert situé au cœur de la vieille ville et à proximité de la station basse du téléphérique urbain.
Le site, connu pour son kiosque à musique et ses grands arbres, accueille le « Street Art Movie Fest », un festival dans le festival, d'une durée plus courte et présentant des films consacrés au street art.

### L'ancien Musée de Peinture
Il s'agit d"un grand édifice à vocation culturelle datant du XIXe siècle, propriété de la ville et situé place de Verdun à Grenoble. Achevé en 1870, il a accueilli jusqu'en 1970 la bibliothèque municipale de Grenoble et jusqu'en 1992 les collections du musée de Grenoble.
Ce bâtiment, qui expose un nombre important d'œuvres durant les différentes éditions du festival depuis sa création, est desservi par la ligne A du tramway de Grenoble.

### Le centre d'art le Vog
Il s'agit d'une galerie d'art publique appartenant à la ville de Fontaine qui a pour vocation de faire connaitre divers artistes, ainsi que d'exposer les différentes formes de l'art contemporain au public de l'agglomération grenobloise. L'entrée est généralement gratuite. Le Vog est membre de l'association française de développement des centres d'art.
Des vernissages, des rencontres avec les artistes et des conférences sur histoire de l'art y sont organisés périodiquement dans cette galerie qui est desservie par la ligne A du tramway de Grenoble.

### L'espace Vallès
Il s'agit d'une galerie d'art public appartenant à la ville de Saint-Martin-d'Hères liée à des expositions d'art contemporain, fonctionnant en partenariat avec l’association ACRA (Art contemporain en Rhône-Alpes).
La galerie, qui accueille sa première exposition en 2018, est desservie par le ligne d'autobus 21 des transports de l'agglomération grenobloise.

### La Galerie d'Art Ex Nihilo
Il s'agit d'une galerie d'art privée associative située rue Servan à Grenoble, non loin de la cathédrale Notre-Dame. Partenaire du festival, cette plateforme de rencontres et d'expositions présente diverses photos de Laurent Bagnard, présentant des œuvres de l'art de rue mexicain, durant toute la période du GSAF 2018.
Lors de l'édition 2017, cette même galerie avait exposé une vingtaine de photographies extraites du livre de Laurent Bagnard dénommé Indios de Barcelona, et dont le thème portait sur le street art engagé en Catalogne. Ce lieu d'exposition est desservi par la ligne B du tramway de Grenoble.

### La maison des associations du Pont-de-Claix
Depuis 2018, dans le cadre du partenariat entre la Ville du Pont de Claix et le festival, une exposition est organisée durant tout l'été dans cette structure municipale aménagée en salle d'exposition.

### Le tramway de Grenoble
Lors de l'édition 2017, une rame a été décorée par les street artistes Nasde et Etien’. En 2018, ce sont deux nouvelles rames de tramway qui sont décorées par des artistes Skio, MC Baldassari, Malpegados et Keblo et qui circulent sur le réseau de tramway de l'agglomération. L'expérience est renouvelée en 2019.
Il s'agit généralement des véhicules les plus longs, type Alstom Citadis, d'une longueur de 44 mètres et composés de cinq éléments.

### Le musée de la Résistance
Le musée de la Résistance et de la Déportation de l'Isère n'est pas un espace d'exposition du festival, mais son mur extérieur, situé rue des Dauphins, héberge une grande fresque murale remarquable à vocation historique et pédagogique, créée à l'occasion de l'édition 2016 du festival, par l'artiste parisien Christian Guémy, alias C215.
Cette œuvre dont les couleurs dominantes sont le bleu, le blanc et le rouge du drapeau français, est divisée en deux parties, car elle est séparée par un grand portail et présente les visages de quatre grandes personnalités de la Résistance intérieure française, ainsi qu'une affiche évoquant la lutte des maquisards du Vercors :
- le ministre et député, Jean Zay mort assassiné par la milice du régime de Vichy, le 20 juin 1944;
- le journaliste, Pierre Brossolette, mort afin d'échapper à ses tortionnaires le 20 mars 1944;
- la militante des droits de l'homme, Geneviève de Gaulle-Anthonioz, survivante du camp de Ravensbrück;
- la femme de lettres, Germaine Tillion, survivante, elle aussi, du camp de Ravensbrück;
- le haut fonctionnaire d'État, Jean Moulin, mort, à la suite des tortures infligées par les hommes de la Gestapo, le 8 juillet 1943.
- l'affiche de la déclaration de la création de la République du Vercors du 20 juin 1944

## Manifestations liées

### LeStreet Art Run
Cette manifestation, autant ludique que sportive, est organisée en parallèle au festival. Son originalité consiste à pouvoir s'organiser hors de la période festivalière et de permettre des découvertes des différentes œuvres dans un parcours de découverte de différents secteurs de la ville comprenant une ou plusieurs fresques. Cette manifestation est composée de huit bénévoles.
En 2018, le service organisation du festival propose cinq parcours.

### LeStreet Art Movie Fest
Le Street Art Movie Fest dure les trois premiers jours du festival 2018. Il sera reconduit pour l'édition de 2019. Véritable « festival dans le festival » qui permet de mieux connaître l’histoire, des artistes et techniques de la culture street-art au cinéma.
Un jury de professionnels sélectionnent une trentaine de films de natures et de formats différents, que le public peut visionner dans des salles de cinéma consacrées au festival. En collaboration avec la cinémathèque de Grenoble, située près du jardin de ville, six catégories seront proposés :
1. Longs-métrages,
2. Documentaires,
3. Courts métrages,
4. Films d’animations,
5. Gifs,
6. Timelapses (accélérés)

## Polémique

### La fresque de la gare
Une peinture murale, réalisée le 23 juin 2016 sur le mur d'un bâtiment public situé à proximité de l'entrée principale de la gare ferroviaire de Grenoble dans le cadre du Festival 2016, a entraîné une polémique, au niveau politique et a été relayé par les médias régionaux et nationaux.

Cette fresque, dont l'auteur est le street artist Goin (prononcer « go-in »), présente deux policiers casqués, (et dont l'un porte l'inscription 49.3 sur son bouclier), en train de matraquer une femme portant un drapeau tricolore et évoquant Marianne, figure symbolique de la République française. L'inscription accompagnant cette fresque indiquait « L'État matraquant la liberté ». La peinture a entraîné ce commentaire de la part du directeur départemental de la sécurité publique de l’Isère : 
« voir des policiers représentés en train de matraquer Marianne, et donc la république, alors que depuis plusieurs mois, et pas plus tard qu’il y a dix jours, ils ont donné leur vie pour elle, c’est indigne ! »

Sur son compte Twitter, le ministre de l’intérieur de l'époque, Bernard Cazeneuve, apporte son soutien aux policiers. Le maire de Grenoble, Éric Piolle évoque un « festival indépendant » sur lequel la mairie ne désire pas imposer un droit de regard. L'organisateur du festival, Jérome Catz, déclare que le but de l’artiste n’était pas de stigmatiser les policiers, mais l’État et termine son commentaire ainsi : 
« D’ailleurs, dès vendredi quand nous avons su qu’il y avait une polémique, l’artiste, qui est un artiste anonyme qui cherche à faire réagir les gens, a rajouté un titre à son œuvre, qu’il a appelée "L’État matraquant la Liberté" »
La fresque avait cependant, dès l'origine, vocation d'être éphémère, car le mur qui accueillait l'objet de la polémique a été démoli le 8 juillet 2016 dans le cadre de la rénovation du secteur de la gare ferroviaire de Grenoble et programmée bien avant le début du festival.

## Soutiens et critiques

### Étude
Toujours selon l'étude de Léa Sallenave, publiée dans cette revue, la municipalité et les organisateurs du GSAF tablent sur des déplacements plus réguliers entre les quartiers centraux de Grenoble et les quartiers sud, essentiellement composés de grands ensembles urbains, en considérant que ces œuvres visibles de tous et toutes pourraient avoir un rôle de « facilitateur d’interactions inter-territoriales ».
Si la mairie de Grenoble et les organisateurs du festival défendent la liberté totale des artistes, ceux-ci sont tout de même soumis à de nombreuses obligations. Les organisateurs du GASF soulignent leurs responsabilités dans le choix des artistes. Ceux-ci organisent également des rencontres avec les syndics en tentant de convaincre les copropriétaires d’immeubles de la « pertinence » des œuvres programmées. L'article de la revue Urbanités présente également le festival comme un moyen de canaliser le graf ou tag sauvage, souvent perçu comme un acte de vandalisme quand il est imposé, mais également ressenti ou estimé sans réelle qualité artistique. La municipalité et les organisateurs tentent donc par cette approche, autant culturelle que pédagogique, de donner un statut d'œuvres à des bombages plus élaborés en "guidant" les artistes, et en "éduquant" les citoyens devenus témoins d'une nouvelle source récréative.

### Soutiens politiques
Au-delà de ces engagements personnels et l'étude sociale des mouvements d'arts urbains, le but de l'actuelle municipalité de Grenoble en soutenant ce festival est de dynamiser l'image de la ville en la plaçant sur la carte des festivals internationaux dits « tendances », mais aussi en effectuant un choix culturel, écartant ainsi les options de la précédente municipalité.[source secondaire nécessaire]

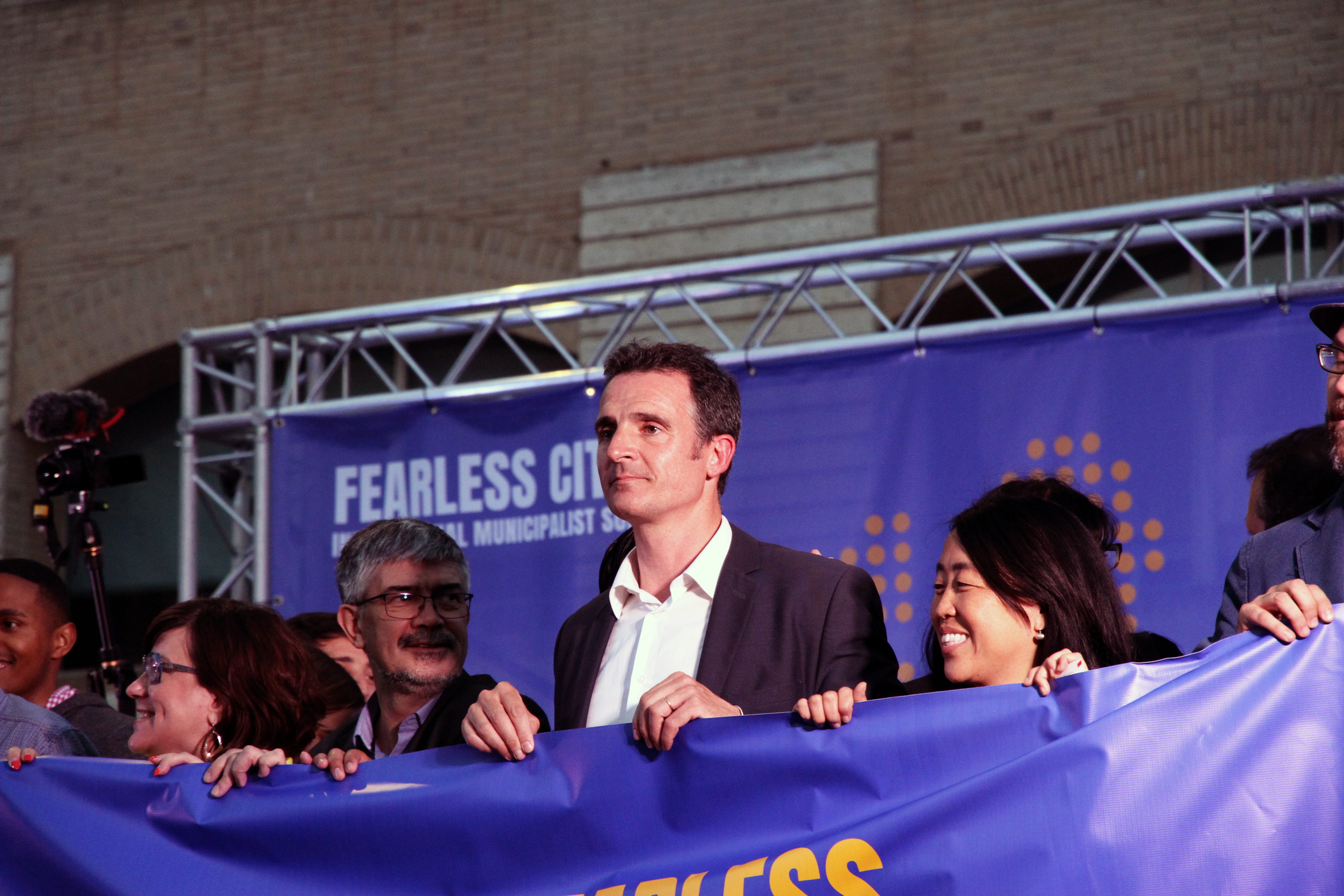
Eric Piolle, maire de Grenoble, principal soutien au GSAF

Le maire Éric Piolle, et ses colistiers, vainqueurs de l'élection municipale face à l'ancienne majorité sortante qui dirigeait la ville depuis presque vingt ans, a soutenu financièrement ce festival dès l'année de sa création, puis a progressivement augmenté sa participation financière au festival pour attirer des artistes d'envergure à réputation mondiale au détriment, selon le site de l'hebdomadaire français L'Express, d'autres programmes socio-culturels locaux.
La collectivité Grenoble-Alpes Métropole qui regroupe l'ensemble des communes de l'agglomération, apporte son soutien financier à ce festival,, ainsi que l'autorité publique de transports locaux, cette dernière en acceptant de décorer deux tramways, aux couleurs du festival.

### Critiques d'ordre artistique
En 2017, lors de la conférence de presse du mardi 23 mai, organisée dans le cadre de la présentation de la troisième édition du festival, les membres d'un collectif dénommé « Banksy » (du nom d'un artiste urbain historique britannique), s’estimant bridés dans leur mode d’expression par un arrêté municipal visant à punir l’affichage sauvage (et publié peu de temps auparavant), sont venus perturber le cours de cette conférence, désirant ainsi dénoncer, à leurs yeux, un « statut officiel » dans lequel ils ne se reconnaissent pas.
Durant le 4e colloque du Collège International des Sciences Territoriales (CIST 2018) organisé à Rouen, un texte de la chercheuse universitaire Léa Sallenave, spécialiste du street-art qui aborde l'organisation du GASF est évoqué, puis publié sur le site du CIST. Ce texte évoque le témoignage de certains habitants rejetant les fresques du festival grenoblois « qui ne relèvent pas de la consultation populaire et qui répondent à des commandes au goût jugé dominant ». Selon cet article de cette universitaire suisse, les œuvres seraient donc le produit d'un système marketing, relevant du marché, sans rapport avec l’esprit des lieux, et seraient tout simplement imposés à la population.[source secondaire nécessaire]

### Critiques d'ordre politique
Par ailleurs, d'autres critiques locales, essentiellement à vocation politique, ont été émises par des personnes qui assimilent le festival à une incitation aux graffitis urbains et donc au vandalisme. Un site web créé par un groupe d'opposants à la majorité municipale et se présentant sous la forme d'un « collectif de citoyens » dénonce ce qu'ils considèrent comme des « dégradations » effectuées sur les façades d'immeubles et les rames de tramway de l'agglomération et présentés comme un « art officiel », promu par l'actuelle majorité municipale. Le nom du maire actuel est cité plusieurs fois dans un article publié, le 2 juin 2018 par ce site, au lendemain de l'ouverture de l'édition 2018 du festival.[source secondaire nécessaire]

## Aspect économique

### Financement
Le bilan financier de l'édition 2017 du festival (hors contributions volontaires et bénévolat) se présente ainsi :
Budget 2017
| DÉPENSES                | 425 000 euros |
| ----------------------- | ------------- |
| Animations              | 17 000 euros  |
| Organisation            | 68 000 euros  |
| Cachets artistes        | 34 000 euros  |
| Défraiements            | 21 250 euros  |
| Fournitures artistiques | 153 000 euros |
| Communication           | 59 500 euros  |
| Autres frais            | 72 250 euros  |

| RECETTES                          | 425 000 euros |
| --------------------------------- | ------------- |
| Aide en nature d'origine privée   | 216 750 euros |
| Produits et prestations           | 17 000 euros  |
| Financement public                | 46 750 euros  |
| Aide en nature d'origine publique | 17 000 euros  |
| Aide au salaire                   | 8 500 euros   |
| Auto financement                  | 4 250 euros   |
| Financement privé                 | 114 750 euros |

Pour rappel, le budget global du festival en 2015 s'élevait à 112 000 euros, le budget global de l'édition 2016 à 275 000 euros.

### Retombées économiques
Les artistes sont rémunérés pour leurs œuvres par l'association gestionnaire du festival. Les frais liés à l'élaboration des œuvres sont pris en charge par cette association qui peut recevoir des dons de mécénat en nature (tel que le prêt de nacelles ou la remise gracieuse de divers matériels) de la part de la part de sponsors, partenaires publics ou privés.
L'organisation du festival a mis en place à compter de l’édition 2017, une série de produits destinés à la
vente, tels que des posters et des T-shirts officiels aux couleurs de la manifestation artistique ainsi que des séries limitées en collaboration avec des artistes des différentes éditions du festival. Les expositions successives organisées à l’ancien musée de peinture de Grenoble ont également entraîné plusieurs contacts et des commandes fermes directement auprès des artistes concernés.
Des ouvrages divers, livres, posters, affiches, sont également vendus à l'occasion de cette exposition. En 2018, un partenariat existe avec une librairie appartenant à une chaîne indépendante régionale. Certains artistes ont ainsi dédicacé des ouvrages dans cette librairie à l'occasion de leurs passages à Grenoble durant le festival.

## Partenaires du festival
Partenaires publics
Le festival a bénéficié de l'aide de partenaires publics (collectivités et établissements publics) l'ayant subventionné ou lui ayant fourni une aide matérielle en 2017.
Partenaires privés
Le festival a bénéficié de l'aide de partenaires privés (entreprises) lui ayant fourni des dons, des soutiens et des mises à dispositions de matériels divers en 2017.
Partenaires Médias
Ces médias ont publié des reportages durant la durée du festival. Ceux-ci ont servi de relais de communications sur le déroulement de l'événement en 2017.

## Aspects sociaux et culturels
Pour un article plus général, voir Art urbain.

Le street art (« art urbain » en français), un art pictural né dans la rue, il y a plus de cinquante ans, possède dès son apparition, un côté subversif. Le site Banksy-art.com le présente ainsi : 
« La valeur subversive du "street art" est très puissante et les motivations qui poussent les artistes à afficher leur art dans la rue sont des plus variées [...] le « street art » est un peu la tribune libre des artistes contemporains. Il s'agit d'un médium de communication très puissant qui vise un large public, puisque facilement accessible et visible. »

Le site le street-art.com, très lié à ce mouvement, définit l'action artistique en ces termes : 
« Certains artistes contestent la définition de l'art en le situant dans des contextes non conventionnels. Les artistes de rue tentent de faire en sorte que leurs œuvres communiquent avec le public sur des thèmes socialement pertinents en conservant un certain esthétisme, sans être emprisonnée par ces mêmes valeurs. »
Grenoble est une ville qui, depuis de nombreuses années, abrite de nombreuses fresques murales, la plupart officielles, sur ses murs et cela, bien avant la naissance du festival. La fresque la plus connue étant celle de l'entrée de l'école maternelle de la rue Anthoard, située dans le quartier Chorier-Berriat et créée par l'artiste muraliste Jérome favre, alias Nessé,. L'artiste a également créé de nombreuses fresques liées au chemin de fer dans l'avenue de Vizille dans le même quartier.
Dans le secteur sud de Grenoble, en limite du quartier de la Villeneuve et du centre commercial Grand'Place, la fresque de la bourse du travail a été réalisée en 1979 par l'artiste Ernest Pignon-Ernest, celle-ci ayant fait l'objet d'une récente restauration dans le cadre de la seconde édition du Grenoble Street Art Fest. L'artiste, quant à lui, avait commencé à s'exprimer dès l'année 1966 par des pochoirs qu’il réalisait sur le plateau d’Albion pour dénoncer la force nucléaire française, indiquant, par ce fait, la naissance de cet art dans les années soixante, même au niveau local.

### Quelques artistes du festival
Certains artistes urbains, par l'intermédiaire de leurs œuvres picturales, s'expriment pour délivrer un message politique, souvent à orientation sociale, quelquefois écologique ou politique. L'objectif peut cependant être simplement basé sur la dimension artistique et le désir de promotion de l'art urbain.
La liste suivante présente quelques artistes ayant participé à une ou plusieurs éditions du festival et connus pour leur engagement social, politique ou artistique,.

#### Animatoland
Graciela Gonçalves Da Silva est le nom d'une graphiste originaire d'Argentine qui est passée par plusieurs styles artistiques avant d'exercer dans ce qu'elle nomme la « peinture de rue ». Elle participe pour la première fois au festival en 2018.

#### C215

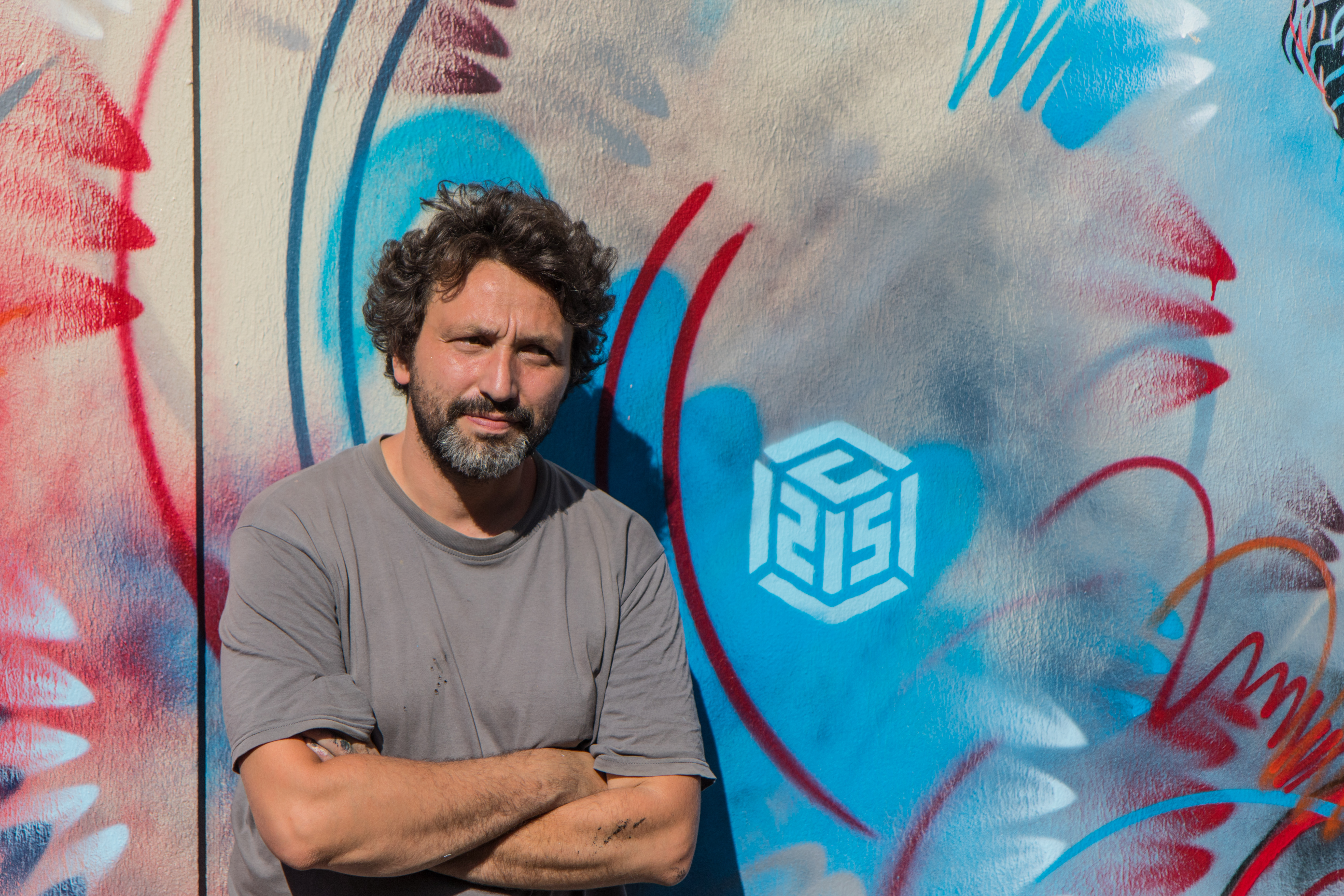
L'artiste Christian Guémy alias C215.

Christian Guémy, artiste parisien, réalise ses premières œuvres sur le tard, à partir de 2006. Ses sujets de prédilection sont l'enfance, les laissés-pour-compte, les anonymes, les amoureux, mais aussi les animaux, particulièrement présents dans ses tableaux urbains.
- Œuvre notable du GSAF : « Mur des Résistants », (Musée de la Résistance à Grenoble) en 2016

#### Cobie

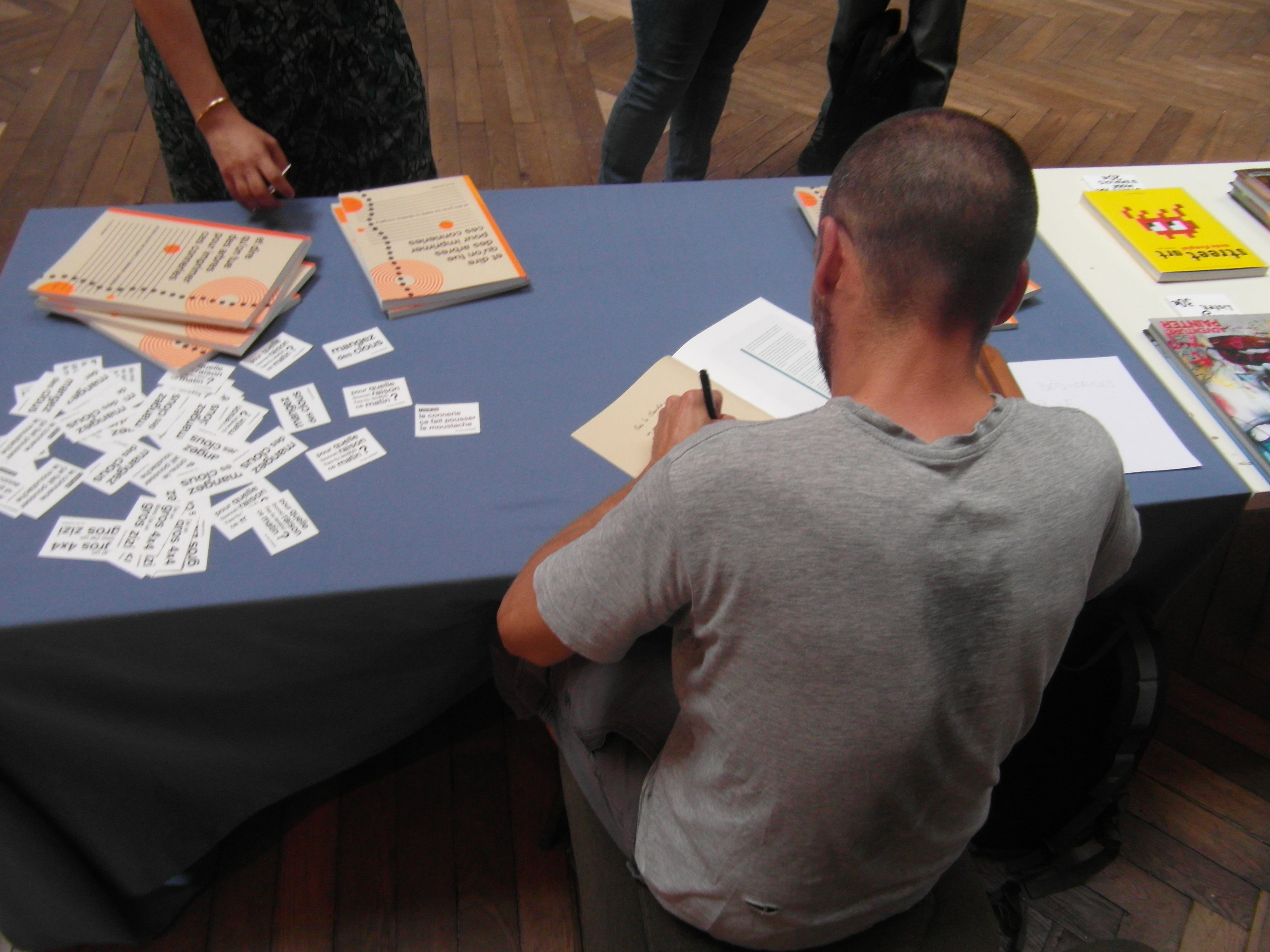
L'artiste Cobie signant des dédicaces en 2018

Artiste local, sans être graffeur, ni muraliste, le street artiste uniquement connu sous le nom de Cobie colle des affichettes sur divers espaces publics, celles-ci présentant un texte très court, assez proche de l'aphorisme, au ton souvent caustique, quelquefois engagé, mais surtout avec beaucoup d'humour. Les habitants de l'agglomération grenobloise peuvent découvrir ses affichettes au détour des rues. Il est un des artistes invités aux éditions 2016 et 2017 de ce festival.
- Œuvre notable du GSAF : affiche multiples, (Tout Grenoble) en 2015, 2016, 2017 et 2018.

#### Isaac Cordal
L'artiste Isaac Cordal, d'origine espagnole, est un sculpteur qui élabore de petites figurines en béton. Celle-ci représentent généralement un petit homme chauve se retrouvant souvent dans des situations extrêmement dangereuses (bordure de murs ou de cimaise, cage, marécage ou étang, bordure de trottoir). Il est un des artistes invités à l'édition 2018 du festival.
- Œuvre notable du GSAF : « Isolated in the modern outddors », (rue Génissieu et rue des bergers à Grenoble) en 2016.

#### DALeast
L'artiste est né en Chine et revendique des œuvres de grandes dimensions situées dans tous les secteurs de la planète. Celles-ci représentent des animaux à l'aspect très particulier et à l'aspect fantomatique. Il est un des artistes invités à l'édition 2017 de ce festival.
- Œuvre notable du GSAF : « La Nuée », (rue Humbert II à Grenoble) en 2017.

#### Ernest Pignon Ernest

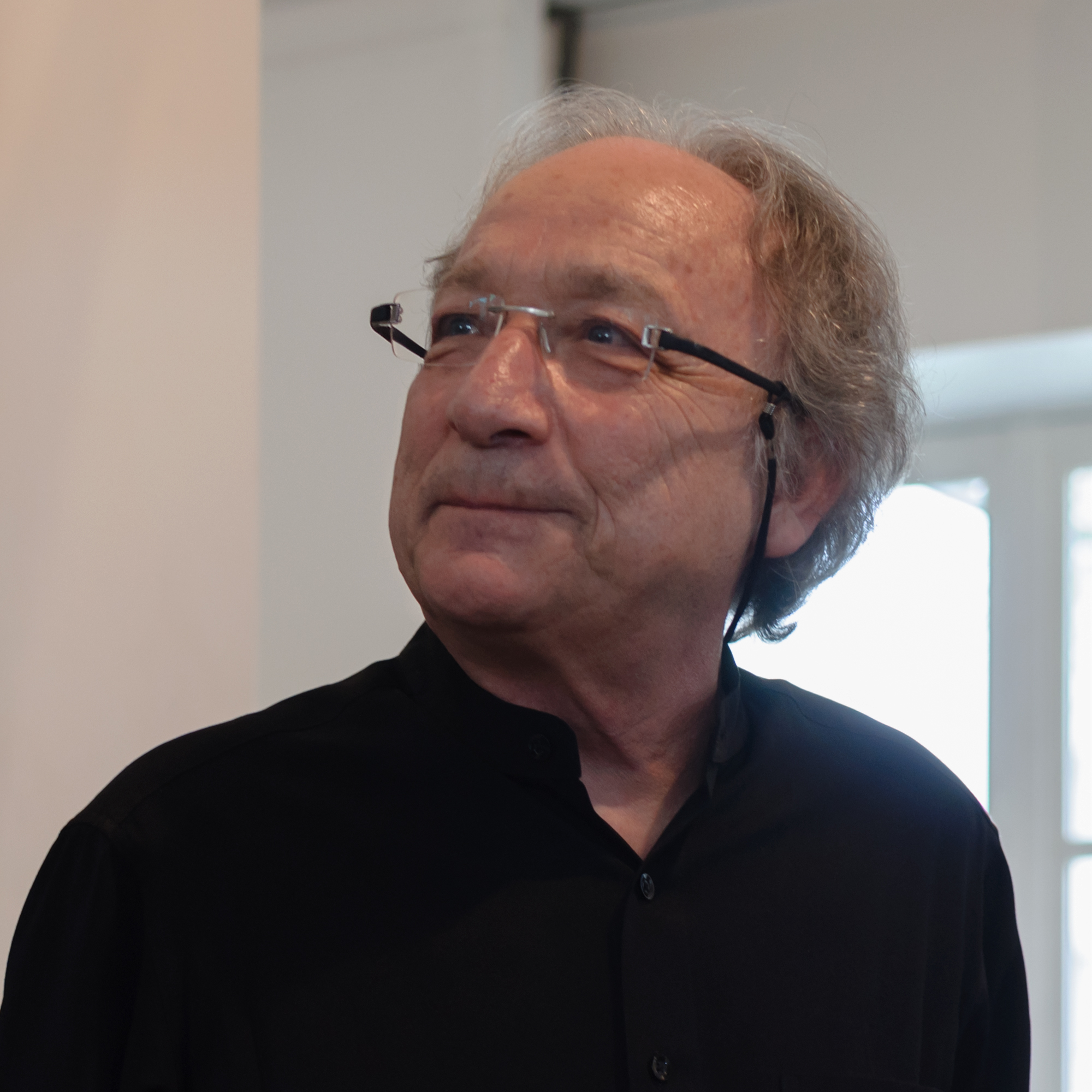
L'artiste Ernest Pignon-Ernest

Le sérigraphiste parisien, d'origine niçoise, Ernest Pignon-Ernest, connu pour son allégorie sur
Hiroshima, est un artiste très sensible aux injustices. Cofondateur, en 1977, du syndicat national des artistes plasticiens. Il est un des artistes invités de l'édition 2016 du festival.

#### Etien'
Artiste origine du Trièves, région naturelle de l'Isère, située au sud de Grenoble. Autodidacte mais peintre de formation, c'est un spécialiste de l'anamorphose, technique que l'on qualifie plus prosaïquement sous le nom de trompe-l'œil. Ces fresques consistent à peindre d'une façon calculée une image peinte qui se reconstituera, en un point de vue préétabli, donnant ainsi à la peinture murale une réalité spatiale. Il est un des artistes invités de l'édition 2016 du festival et a participé à la décoration d'une rame du tramway grenoblois en 2017.
- Œuvre notable du GSAF : Espadon, (30 Galerie de l'Arlequin, Villeneuve à Grenoble) en 2016.

#### Shepard Fairey

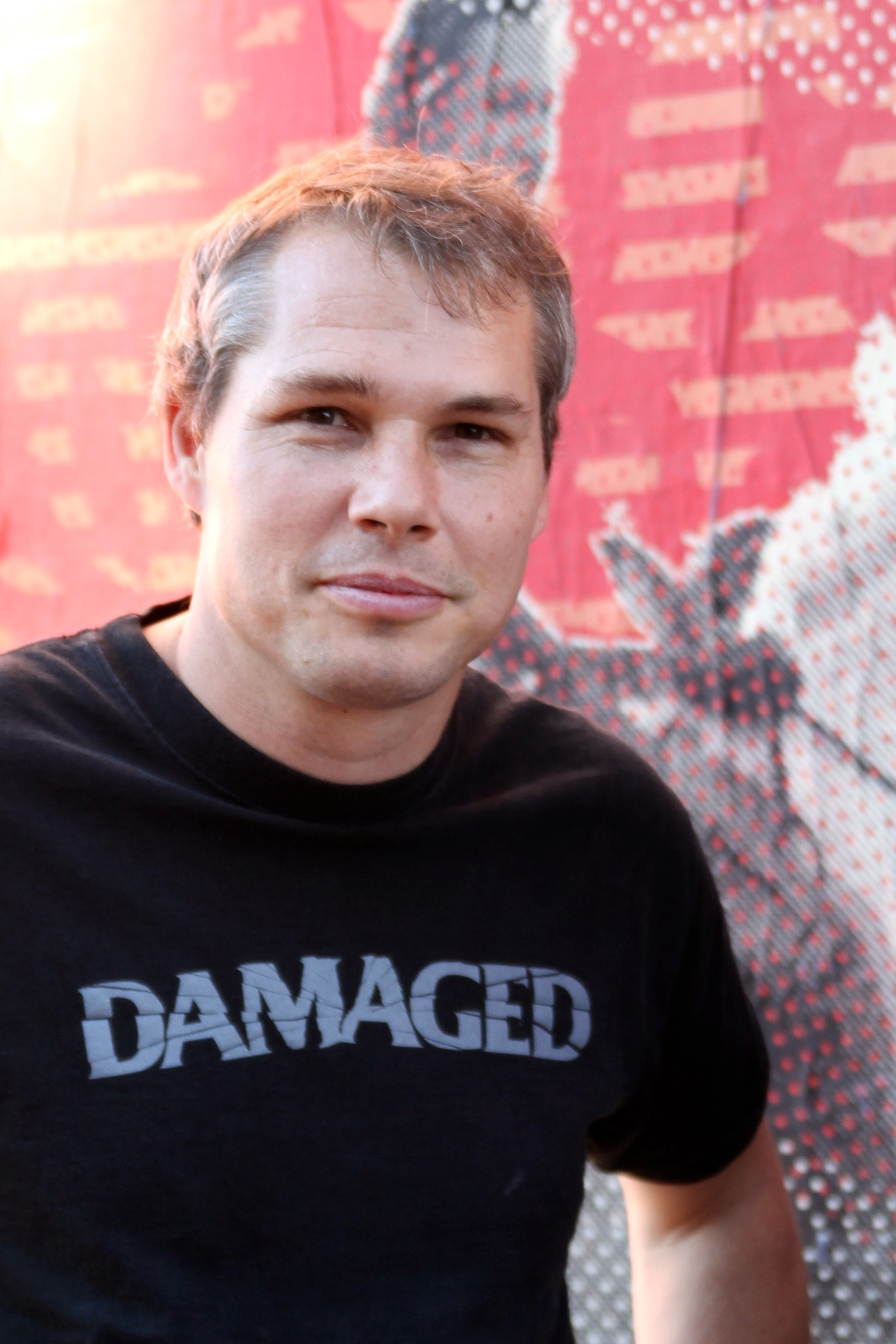
L'artiste Shepard Fairey

Frank Shepard Fairey est un artiste américain né à Charleston (Caroline du Sud). Il est devenu l'un des artistes anglo-saxons les plus illustres dans cet art durant les années 2000 et a connu la célébrité mondiale grâce à la création du poster « HOPE » sur le président Barack Obama, œuvre qui a connu une certaine controverse. Il a également élaboré des fresques visibles à Paris. Il est un des artistes invités à l'édition 2019 de ce festival.

#### Goin
Artiste local, présent dès la saison 2015, Goin (prononcer go-in) est considéré comme un des street artistes les plus engagés politiquement du festival. Depuis près de quinze ans, ses créations traitent de sujets graves et d’actualité. Une de ses premières œuvres du festival dénommée « The Daily Lies » sous-entend les mensonges véhiculés par la presse quotidienne. Il est également l'auteur de la fresque controversée de la gare de Grenoble qui permit au festival de se faire connaitre des médias nationaux.
- Œuvres notables du GSAF : « L'état Matraquant la Liberté », (œuvre réalisée sur un support voué à la destruction en juillet 2016), « Lady réfugiée », (parking Hoche à Grenoble) en 2017, « Toxic Wedding », (12 rue de Stalingrad à Pont-de-Claix) en 2018

#### Green
Artiste lyonnais d'origine normande, l'artiste de rue Green a choisi la revendication écologiste. Ses œuvres utilisent des matériaux naturels tels que l'écorce d'arbre, la mousse, les champignons. Ses fresques peuvent donc se présenter comme un défi écologique. Il est un des artistes à avoir été invités à toutes les éditions de ce festival.
- Œuvre notable du GSAF : « Green Works », (place Valentin Haüy à Grenoble) en 2017.

#### Groek

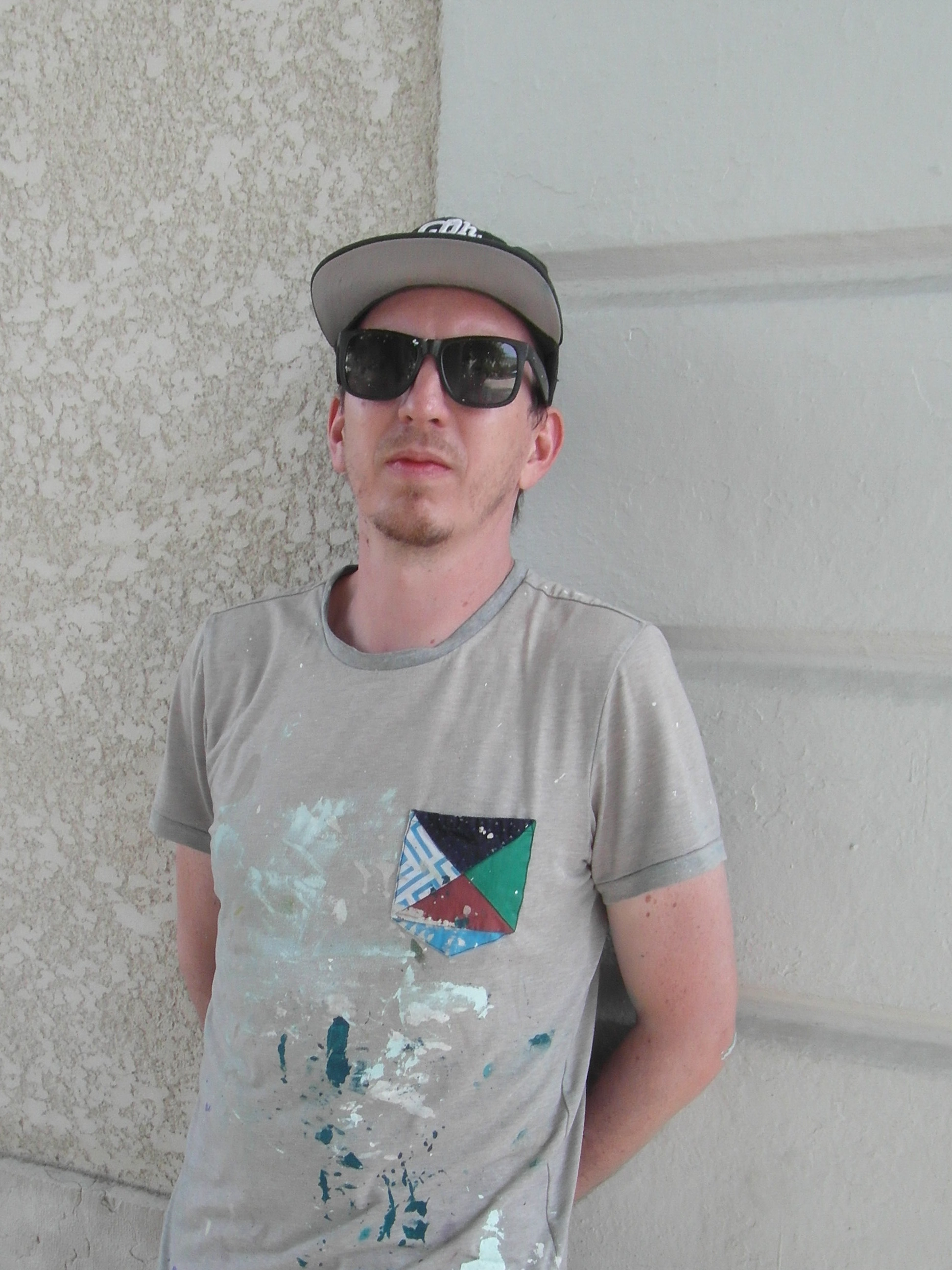
L'artiste Groek en 2018

Artiste ayant bénéficié d'une formation de designer graphique. Ses œuvres sont très colorées et son univers est graphique est un mélange d'art figuratif et abstrait. Il a participé aux éditions 2016, 2017, 2018 et 2021 du festival.
- Œuvre notable du GSAF : « Dazzle Tiger », (rue Maurice-Dodero à la Villeneuve de Grenoble) en 2017.

#### Hoxxoh
Hoxxoh (de son nom Douglas Hoekzema, originaire de Miami USA) fait son apparition lors de l'édition 2021. Il est notamment le créateur de peintures dites « kaléidoscopiques ».

#### Ink4rt
Artiste et créateur grenoblois (prononcer ink art) œuvrant depuis plus de 25 ans qui, après être passé par divers avatars (graffiti, numérique, lettering). l'artiste consacre son art à la calligraphie en milieu urbain. Autodidacte, mais utilisant plusieurs supports d'expression, il s'inspire de différents styles qui mêlent étroitement l'art oriental dans l'inspiration et la technique occidentale dans la présentation.
- Œuvre notable du GSAF : sans titre, (Complexe ARaymond, cours Berriat à Grenoble) en 2017.

#### Li-Hill
Aaron Li-Hill est un artiste canadien basé dans le borough de Brooklyn à New-York, lié aux œuvres murales mais aussi au dessin et à la sculpture. Après des études en Beaux Arts à l’OCAD University de Toronto, puis des expositions au Canada et aux États-Unis, il vient exprimer son art lors de l'édition 2019 du désormais Street art fest Grenoble Alpes.
- Œuvre notable du SAFGA : « Vitality & Verve: In the third dimension », quartier Championnet, Grenoble, en 2019

#### M4U
Mandrake4U (mandragore pour toi en anglais) est un street artiste, pochoiriste originaire de la région parisienne ayant réellement commencé dans l'expression graphique en 2012. Il a une prédilection pour le spray et le découpage et ses sources d'inspiration sont d'origine diverse. Il a participé aux éditions 2016 et 2017 du festival.
- Œuvre notable du GSAF : Sahbi Moïse, (61, galerie de l'Arlequin à Grenoble) en 2017.

#### Mademoiselle Maurice

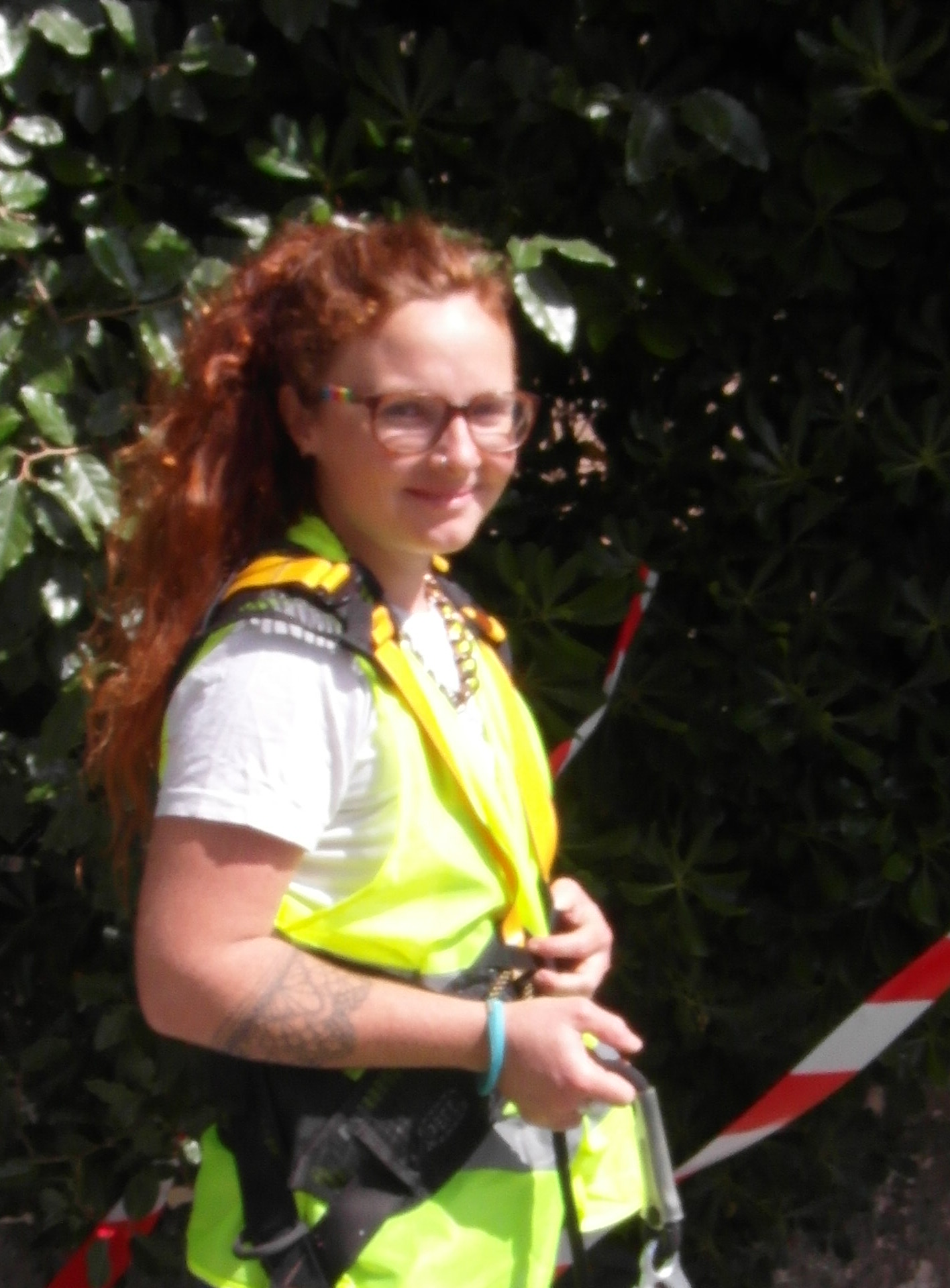
L'artiste Mademoiselle Maurice en 2018

Les œuvres de Mademoiselle Maurice, artiste originaire de Haute-Savoie, s'appuient essentiellement sur l'art du pliage dénommé origami. Celles-ci sont généralement collées sur des parois de béton, de ciment et souvent associées à une palette de couleurs très étendue évoquant l'arc-en-ciel. Elle est invitée lors de l'édition 2017 du festival.
- Œuvre notable du GSAF : « Fleur » (immeuble, avenue du Vercors à Fontaine) en 2018.

#### Monkey Bird
Le monkey bird crew est un duo d'artistes pochoiristes d'origine bordelaise dénommés Édouard Egèa, alias Temor et Louis Boidron, alias Blow. Lors de l’édition 2016 du GSAF, ils ont réalisé l’un des plus grands pochoirs jamais réalisés dans la sphère de l'art urbain mondial. Leurs œuvres sont riches de références dans le monde des arts, des mathématiques, de l’histoire et de l’architecture. Leurs animaux fétiches sont le singe pour la malice et l’habileté et l’oiseau pour la spiritualité.
- Œuvre notable du GSAF : « La Courbe », (Complexe ARaymond, cours Berriat à Grenoble) en 2017.

#### Mr Wany
Artiste italien né à Brindisi, connu du monde du street art, car celui-ci est actif depuis 1990. il a ouvert un studio d'art dénommé « The Amazing Art » et reste un artiste polyvalent composant dans de nombreux registres allant de la bande dessinée au tatouage et travaillant durant des années en tant que scénographe, concepteur, sérigraphiste et même en tant que producteur musical. Il est invité lors de la première édition du festival.
- Œuvre notable du GSAF : « Breaking the Rules » (immeuble, rue Génissieu à Grenoble) en 2017.

#### Nesta & Short79
Nesta est un artiste grenoblois autodidacte, cofondateur du collectif « Force urbaine » qui organisa le mois du graf en 2001 et 2002. Il est également cofondateur de l'association « WorkSpray », qui agit à la promotion de l'Art Urbain Contemporain et des artistes qui lui sont liés.
Short79 est peintre et graphiste qui ne cesse de remettre son art en question cherchant de nouvelles formes d'expression, construisant et déconstruisant, à volonté. Il est installé à Grenoble et participe au même atelier que Nesta et d'autres artistes.
- Œuvre notable du GSAF : « Stendhal Syndroma », (Maisons des associations à Grenoble) en 2017.

#### Nevercrew
Duo d'artistes suisses dénommés Christian Rebecchi et Pablo Togni. Ils sont très engagés dans la défense de l'environnement, leur unique œuvre de type hyperréaliste effectuée pour le festival 2016 représentant deux baleines bleues suspendues à un cintre en témoigne.
- Œuvre notable du GSAF : « Ordering Machines », (Immeuble rue des Bergers à Fontaine) en 2016

#### Petite Poissone

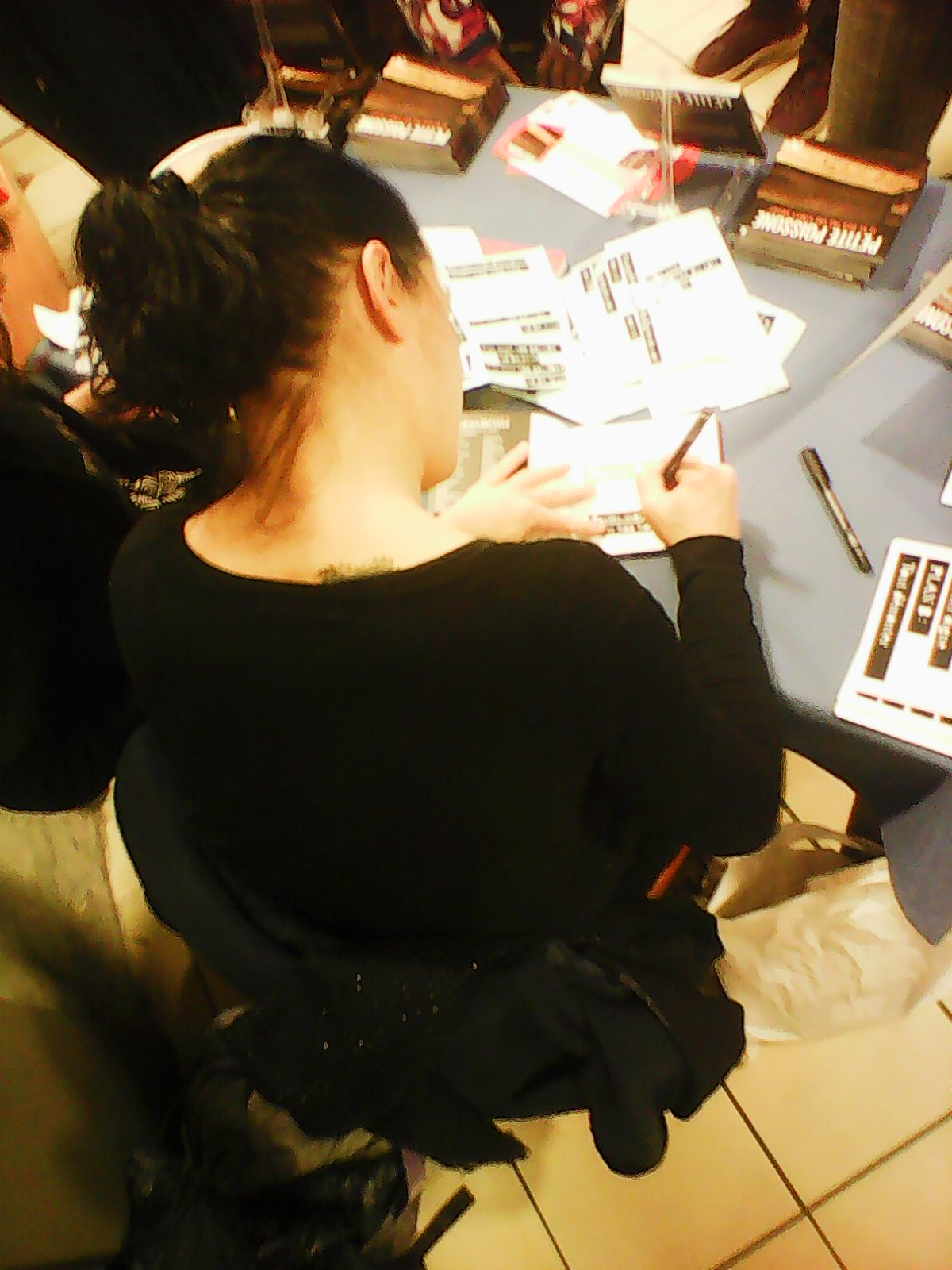
L'artiste petite poissonne dédicaçant son livre en 2018

Petite Poissone est une artiste très polyvalente qui produit des dessins, des peintures, des collages, des photographies, des messages, souvent sous la forme d'aphorisme, de phrase choc (ou punchline) et lié à l'autodérision) au pochoir. Elle se qualifie « d'artiste impertinente » et reste une des artistes les plus fréquemment invitées au différentes éditions de ce festival. Elle contribue au projet artistique associatif dénommé le « MUR de Grenoble » (acronyme de Modulable Urbain Réactif) et participe à des créations et des expositions locales notamment dans des établissements scolaires.
Chez cette créatrice, le texte est généralement artistique, souvent lié au dessin. Petite Poissone écrit, dessine, peint et conçoit ses propres supports. Enfant, elle réalisait ses propres bandes dessinées et caricaturait ses profs et camarades en s'inspirant de Woody Allen, Gotlib, Hermann, Glen Baxter ou des Monty Python. Petite Poissone est également l'autrice d'un ouvrage qui présente sa passion
- Œuvre notable du GSAF : divers collages, (tout Grenoble et toutes années).

#### Robert Proch

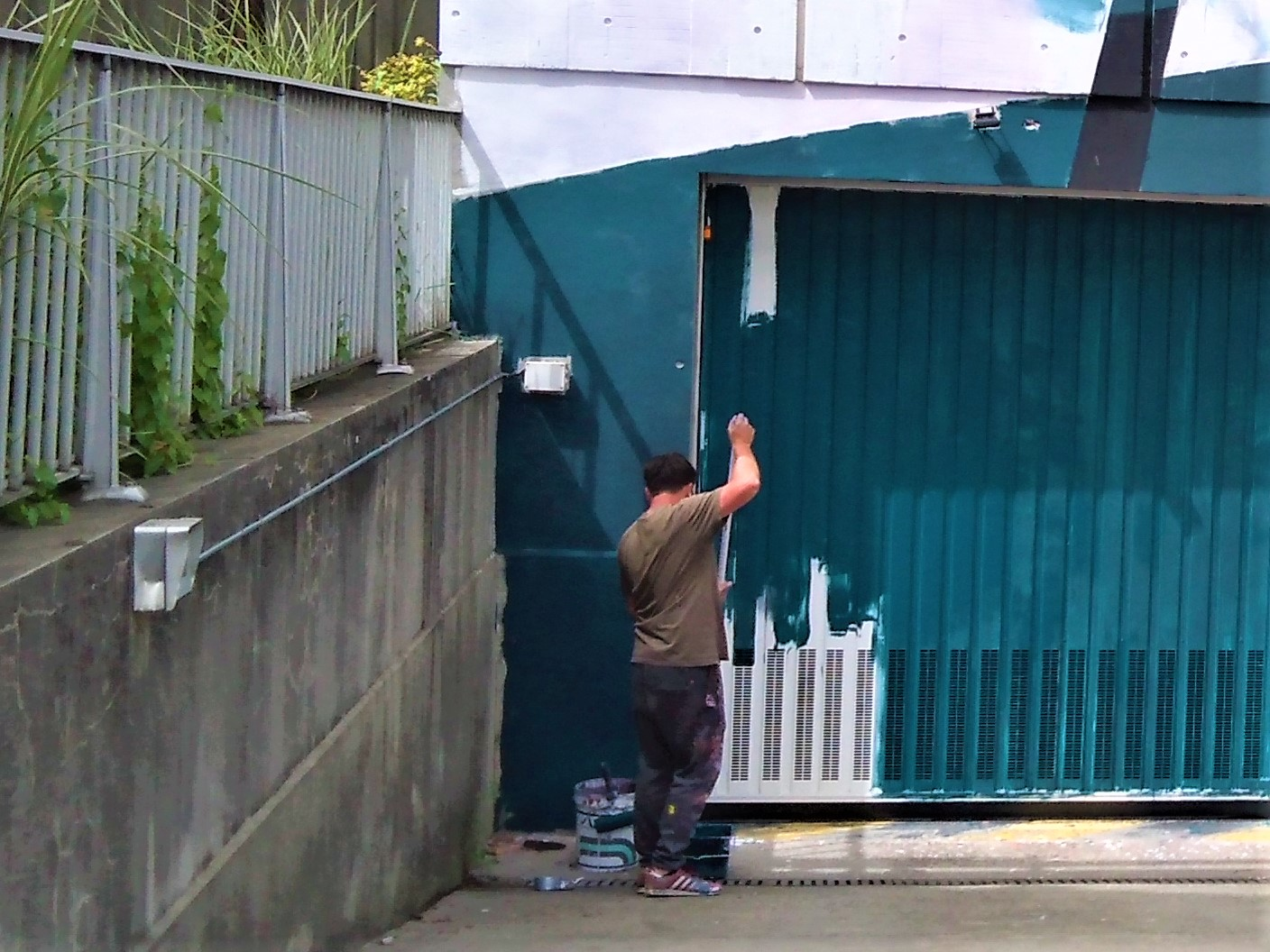
Robert Proch à Fontaine en 2019

Né en 1986, cet artiste polonais suit jusqu’en 2012 des études à l'université des Beaux Art de Poznań. Il est présenté comme l’une des figures phares du « graffuturisme » en privilégiant les œuvres en trois dimensions. Le Vog, salle d'art de la ville de Fontaine accueille une exposition « Graffuturisme » de Robert Proch, associé avec Augustine Kofie, un artiste californienne de la même tendance.
- Œuvre notable du SAFGA : pignon sud de l'hôtel de ville de Fontaine en 2019

#### Seth

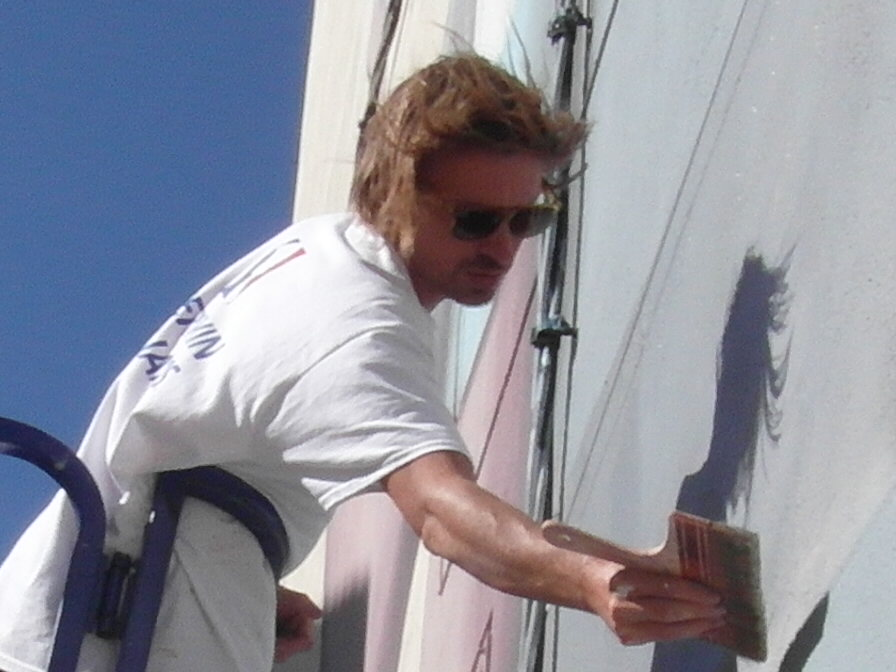
L'artiste Seth à Fontaine en 2017

Lors du festival 2017, la participation de l'artiste urbain Seth, d'origine parisienne et de renommée internationale, connu sous le nom de globe painter, très engagé dans la promotion du mouvement muraliste et auteur et animateur d'émissions de télévision, notamment sur Canal+ donne une envergure supplémentaire au festival grenoblois. Il est de retour à l'occasion de l'édition de 2021.
- Œuvre notable du GSAF : « Le fil » (deux immeubles, face à l'arrêt de tramway "le Vog", à Fontaine) en 2017.

#### Srek, Greg et Killah One
Ces trois artistes, installés dans la région grenobloise se sont exprimés sur les murs d'autres villes françaises et européennes. Leur œuvre la plus remarquable de ce festival, dénommé « Marianne et l'article 35 de la déclaration des Droits de l'Homme » est située, rue des Bergers à Grenoble et évoque cet article de la Constitution du 6 messidor an I qui légitime le droit à la désobéissance civile pour les citoyens de la République. Ils sont fréquemment invités aux différentes éditions du festival.
- Œuvre notable du GSAF : « Marianne et l'article 35 » (Immeuble, rue des Bergers à Grenoble) en 2015.

#### Snek

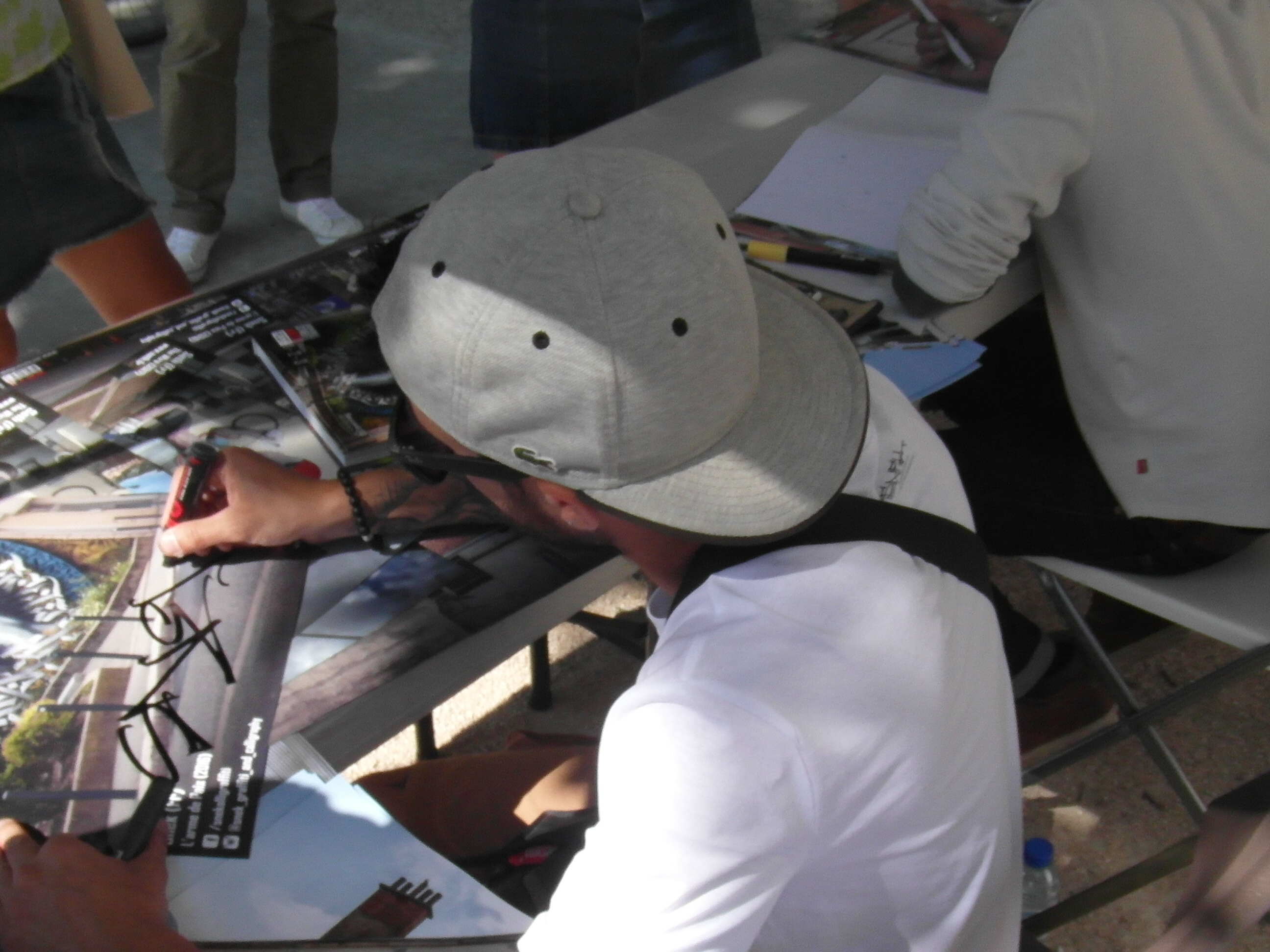
L'artiste Snek signant des dédicaces

Artiste grenoblois qui s'est fait remarquer par ses réalisations lors des éditions 2016 et 2017, les fresques dénommées l'arme de paix et la belle mécanique ont impressionné de nombreux spécialistes, à l'instar des organisateurs du festival qui ont utilisé une de ses œuvres pour illustrer la couverture de l'ouvrage de compilation du festival publié en 2018.
- Œuvres notables du GSAF : « L'Arme de Paix », (Rue Doudart de Lagree à Grenoble) en 2016, « La Belle Mécanique », (Complexe ARaymond, cours Berriat à Grenoble) en 2017.

#### The Sheepest
Qui n'a jamais découvert au coin d'une rue de Grenoble, souvent en regardant au niveau du toit des immeubles, la tête d'un petit mouton qui le nargue ? Cette figure ovine hante également les murs de Paris, de Londres, de New York et même de Las Vegas. Il est le résultat d'un surprenant collage d'un artiste dénommé The Sheepest (jeu de mots entre « sheep » signifiant mouton, et « cheapest » signifiant pas cher). Malgré le nettoyage de tous les graffitis dans le centre de Grenoble, la tête de mouton est toujours visible.
- Œuvre notable du GSAF : affiches multiples, (tout Grenoble et toutes années).

#### Lucretia Torva

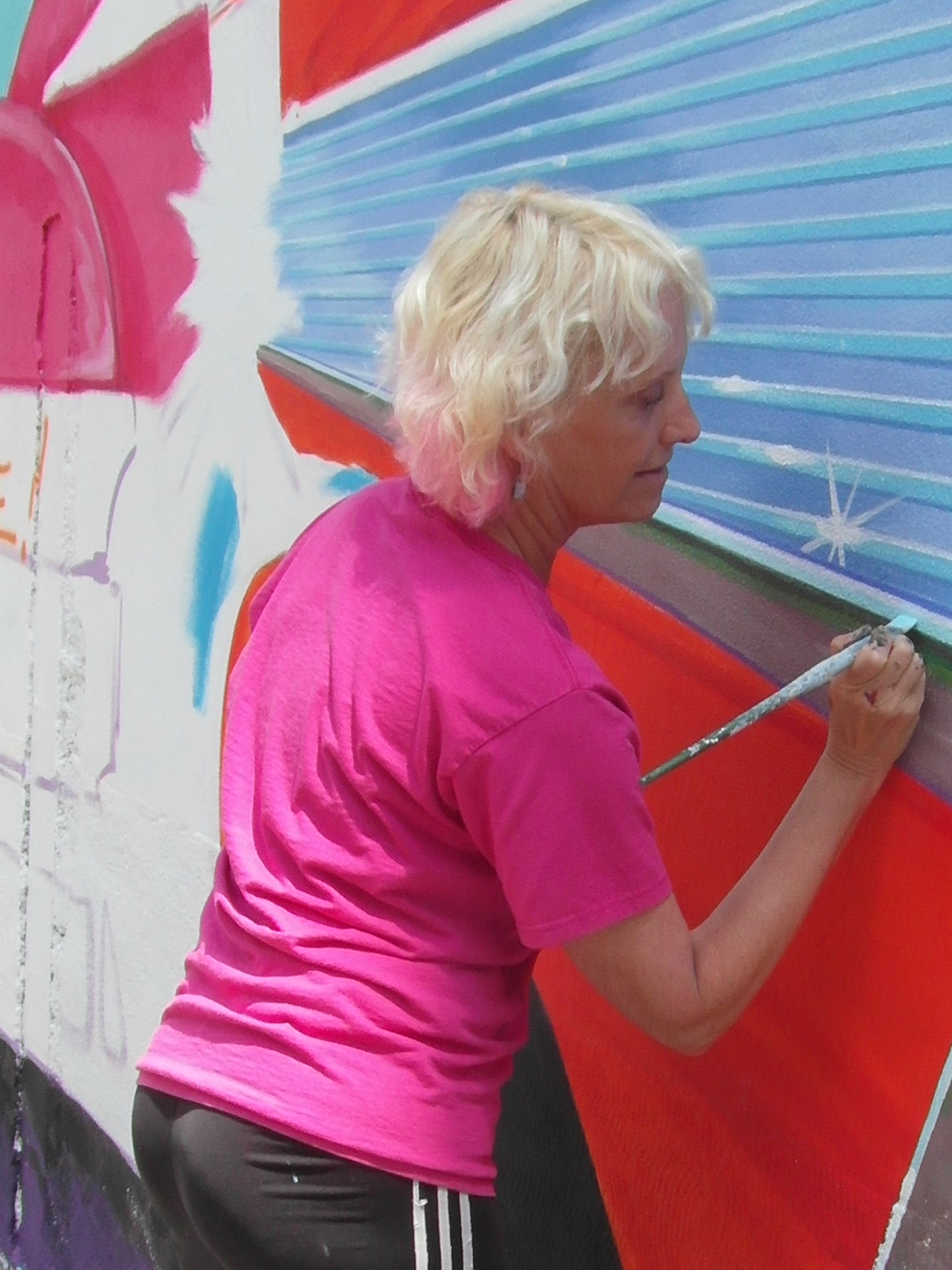
L'artiste Lucretia Torva à Grenoble en 2018.

Artiste américaine, originaire de la ville de Phoenix, Arizona. Ses sujets de prédilection sont les automobiles et les motos des années cinquante et soixante. Invitée à l'occasion du festival 2018, sa fresque murale, située rue Lieutenant de Quinsonas à Grenoble, représente un paysage typiquement américain avec, au premier plan une belle voiture américaine rutilante de chromes.

#### Unavida Familia
Il s'agit d'un « crew » de graffeurs, c'est-à-dire un collectif d'artistes français gravitant entre Paris et l'Amérique du Sud. Leur objectif est de promouvoir la culture urbaine au travers de fresques de toute dimension et d'inspiration libre. Ce collectif est invité lors de l'édition 2017 du festival.
- Œuvre notable du GSAF : « Fresque de Villeneuve » (90, galerie de l'Arlequin à Grenoble) en 2017.

#### Veks Van Hillik

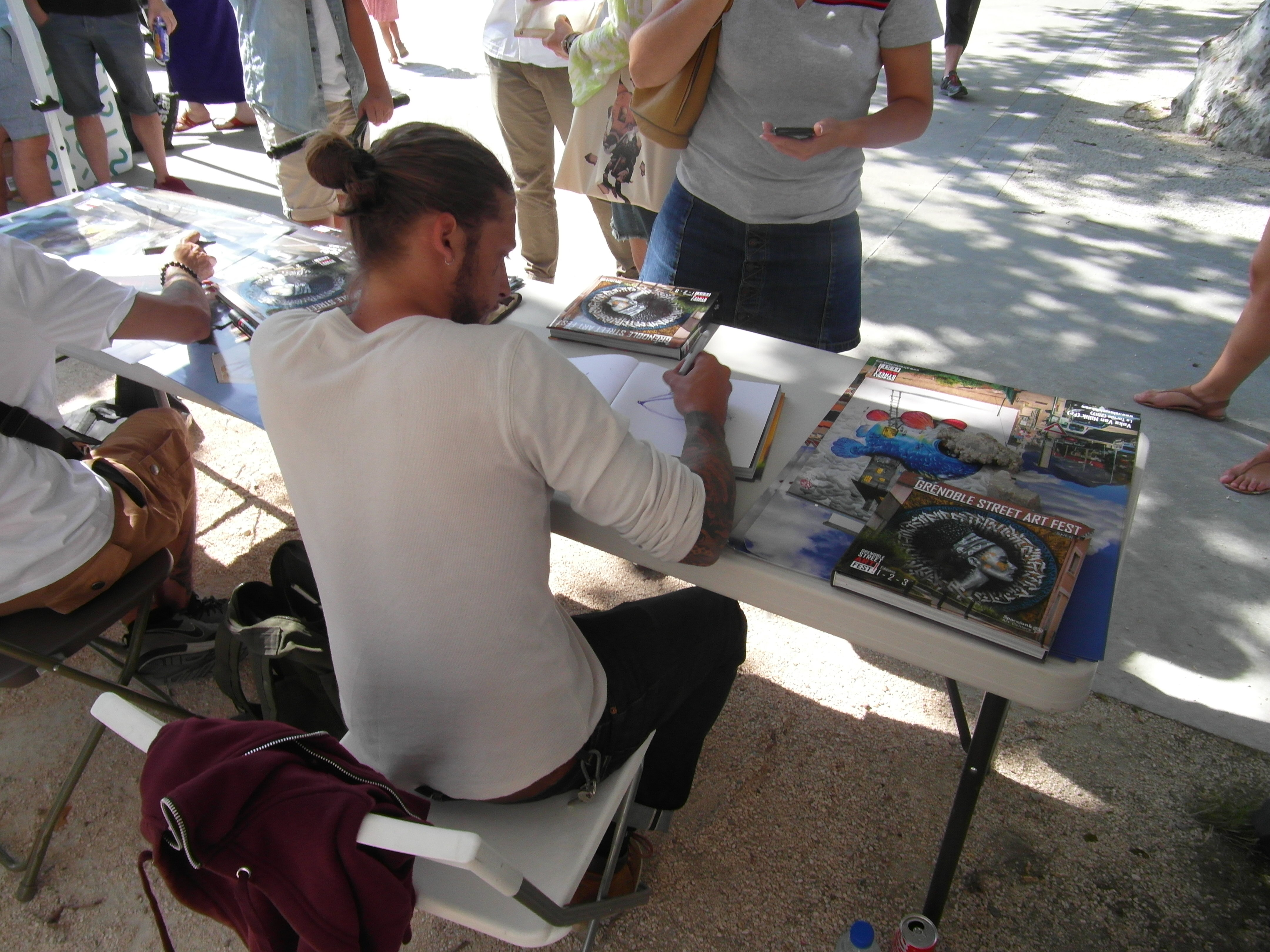
L'artiste Veks Van Hillik signant des dédicaces

Cet artiste, figure de proue française, mouvement du Lowbrow Art, lié au pop art surréaliste, reconnait être influencé par les peintures de Salvador Dalí ou du Caravage et les illustrations de Gustave Doré. Il réalise des fresques représentant des animaux aux aspects fantasmagoriques. Il est un des artistes invités durant les éditions 2017 et 2018 du festival.
- Œuvres notables du GSAF : « Professeur Renard » (Bibliothèque d’Étude Chavant à Grenoble) en 2016, « La Tortue » (Médiathèque de Fontaine) en 2017.

#### Sebas Velaco
Artiste espagnol né à Burgos en 1988, diplôme aux Beaux-Arts. Son inspiration de type naturaliste et sa maîtrise de l'art pictural lui permettent de réussir d'immenses œuvres de grande qualité, des murs dans les villes espagnoles et européennes. Lors du festival 2018, il exécute un tableau mural près de la place Louis Maisonnat à Fontaine.

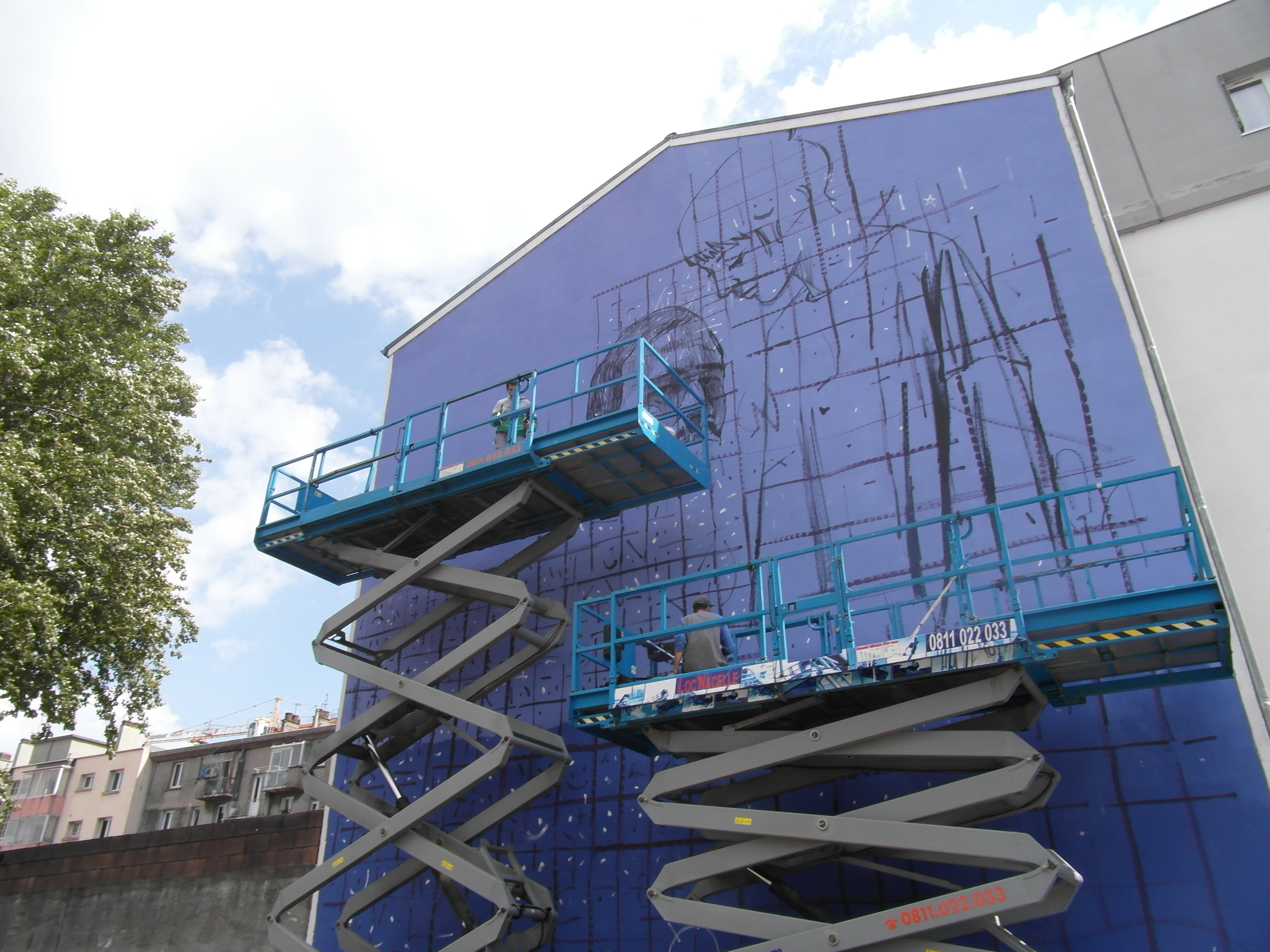
L'artiste Sebas Velasco en 2018

#### Votour
Artiste local, membre des collectif grenoblois Contratak et Ruche, ses fresques aux couleurs vives se situent essentiellement dans le quartier très urbanisé de La Villeneuve. Il a participé à plusieurs éditions du festival
- Œuvre notable du GSAF : « Breaking the Rules » (150, galerie Arlequin à Grenoble) en 2017.

#### Will Barras
Will Barras est un artiste britannique, illustrateur, originaire de Birmingham, mais vivant à Londres. Il est rattaché au groupe artistique de Bristol. Ses fresques immenses peuvent évoquer la bande dessinée, bien que l'artiste ne se soit jamais imposé un style particulier. Il a participé à l'édition 2017 du festival.
- Œuvre notable du GSAF : « Dropping the City » (rue Général Mangin, face au pont SNCF à Grenoble) en 2017.

#### Max Zorn
Max Zorn est un artiste néerlandais actif dans l'art urbain depuis mai 2011. Son style se distingue par l'utilisation du ruban d'emballage brun en tant que médium et la découpe sur verre acrylique avec un scalpel pour créer des portraits qui nécessitent un rétro-éclairage pour être découverte par le public L'artiste a participé à l'édition 2016.
- Œuvre notable du GSAF : « Walking Man » (immeuble, place Championnet à Grenoble) en 2016.

### L'expositionPolitical Messages
En 2018, l’exposition Political Messages, gérée par les organisateurs du festival est composée d’une trentaine d’œuvres originales de l’artiste américain Shepard Fairey. Celle-ci permet d'appréhender le travail politique de l’artiste grâce à une sélection de ses meilleures œuvres depuis 1996, associée à des informations précises sur son action artistique.
En marge de cette exposition, une journée d'étude (sous l'égide du Professeur Michael Foley) dénommée « Right to the Street » consiste en une rencontre débat autour de l’implication politique de la jeunesse et ses moyens d’expression

## Équipe opérationnelle du festival
En 2018, le staff organisationnel du Grenoble Street Art Fest, créé par l’association Spacejunk Grenoble se présente ainsi :
- Jérome Catz : Commissaire d’exposition, directeur du projet et de la programmation artistique
- Iñaki Hernandez Contreras : Responsable Communication et médias
- Julien Nicolas : Responsable logistique et bénévolat
- Céline Canard : Responsable de la médiation culturelle et des activités EAC
- Victor Guionnet : Responsable Grenoble Street Art MOVIE Fest
- Amandine Fruminet : Responsable événementiel

## Galerie

Quelques Photos des éditions du GSAF
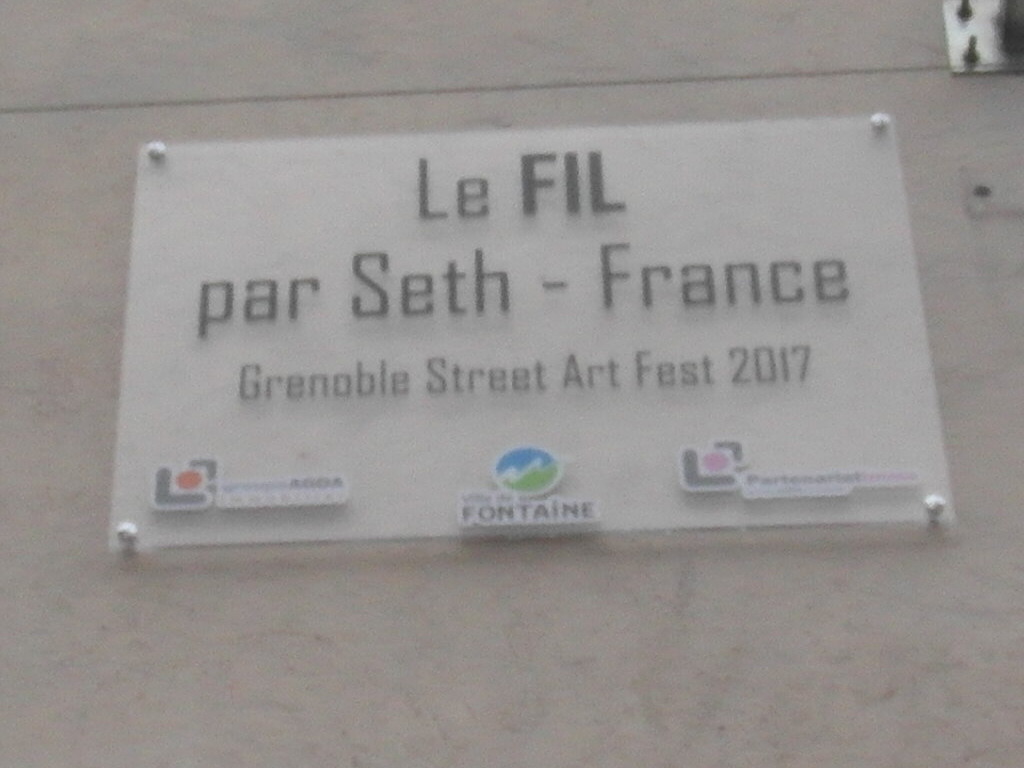
Plaque sous le fresque de Seth, à Fontaine, apposée en 2017.
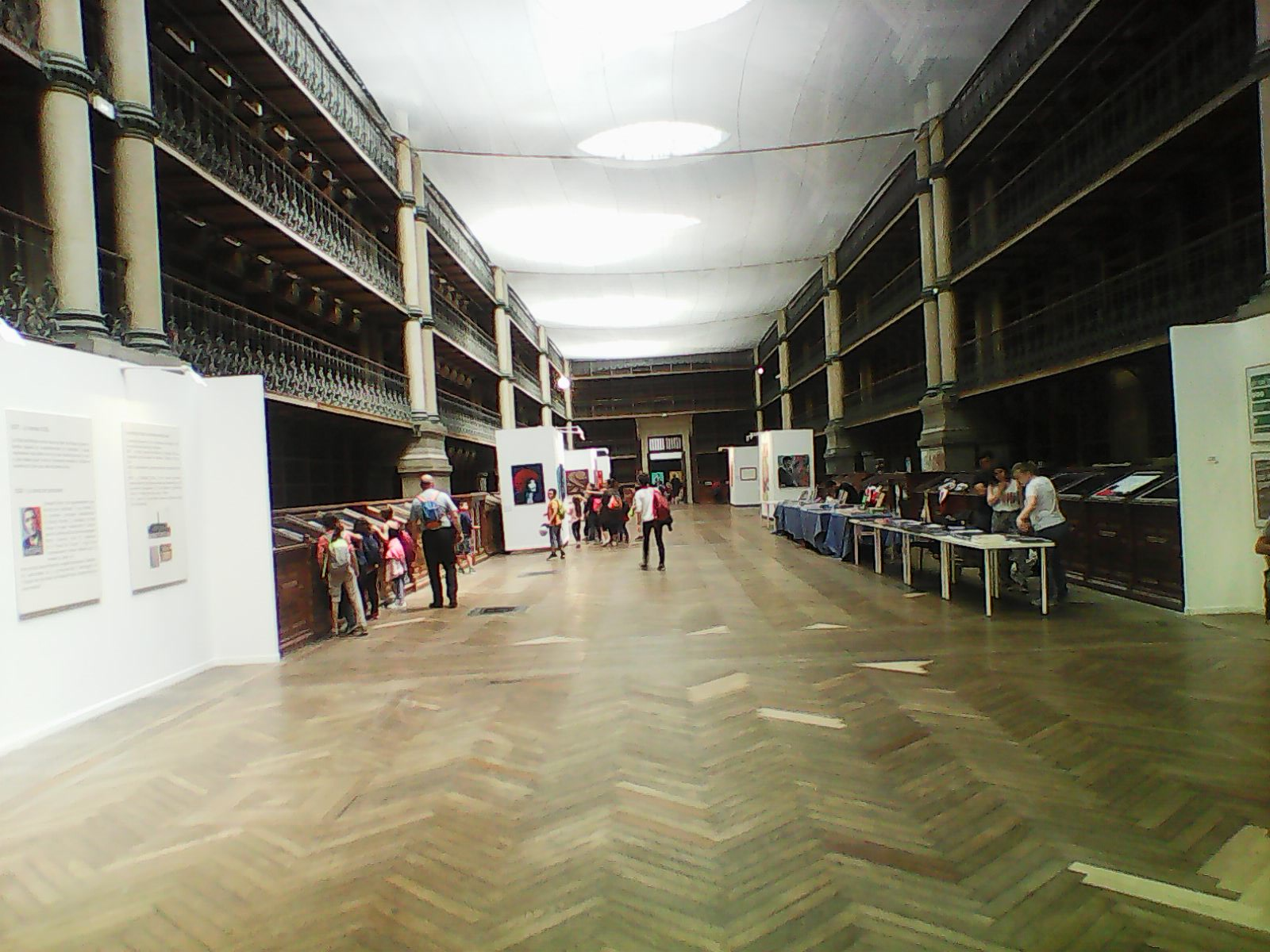
Salle de l'ancien musée de peinture de Grenoble lors d'une exposition en 2018.
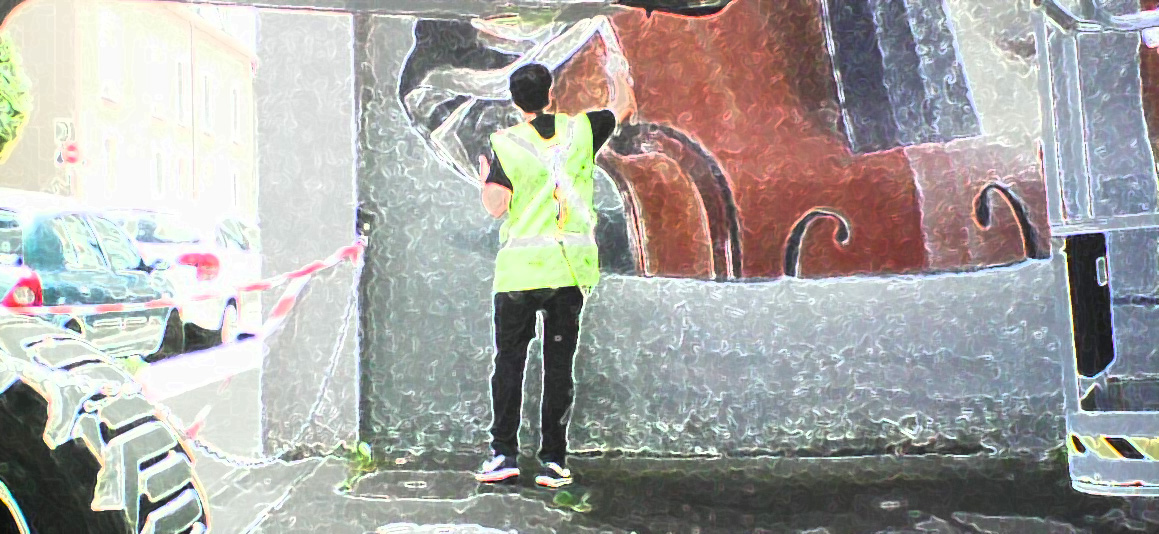
Street artist (le muraliste Piet Rodriguez) en action, rue D'Alembert à Grenoble, lors de l'édition 2018.
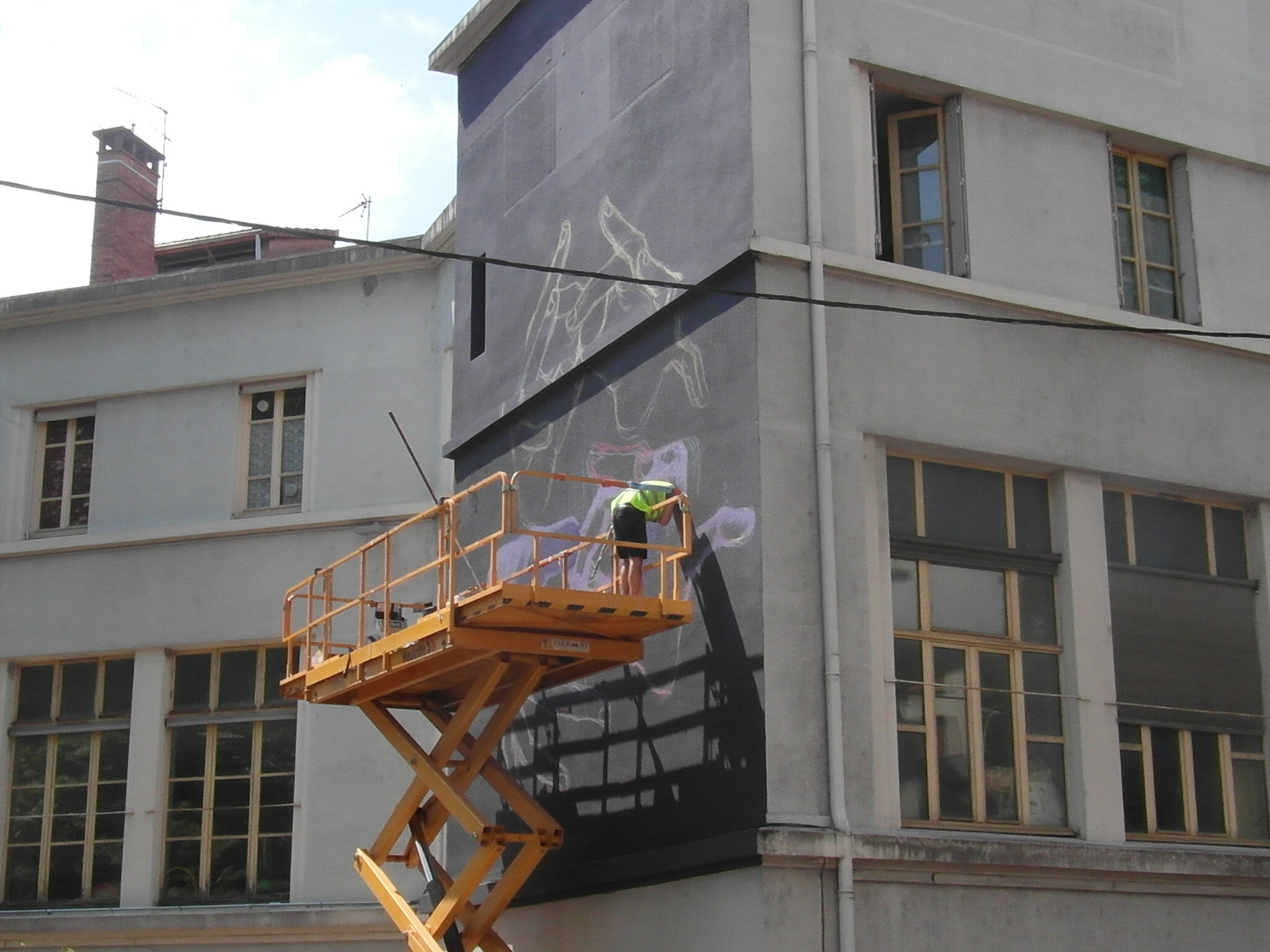
Fresque en création, école Paul Bert de Grenoble lors de l'édition 2018.
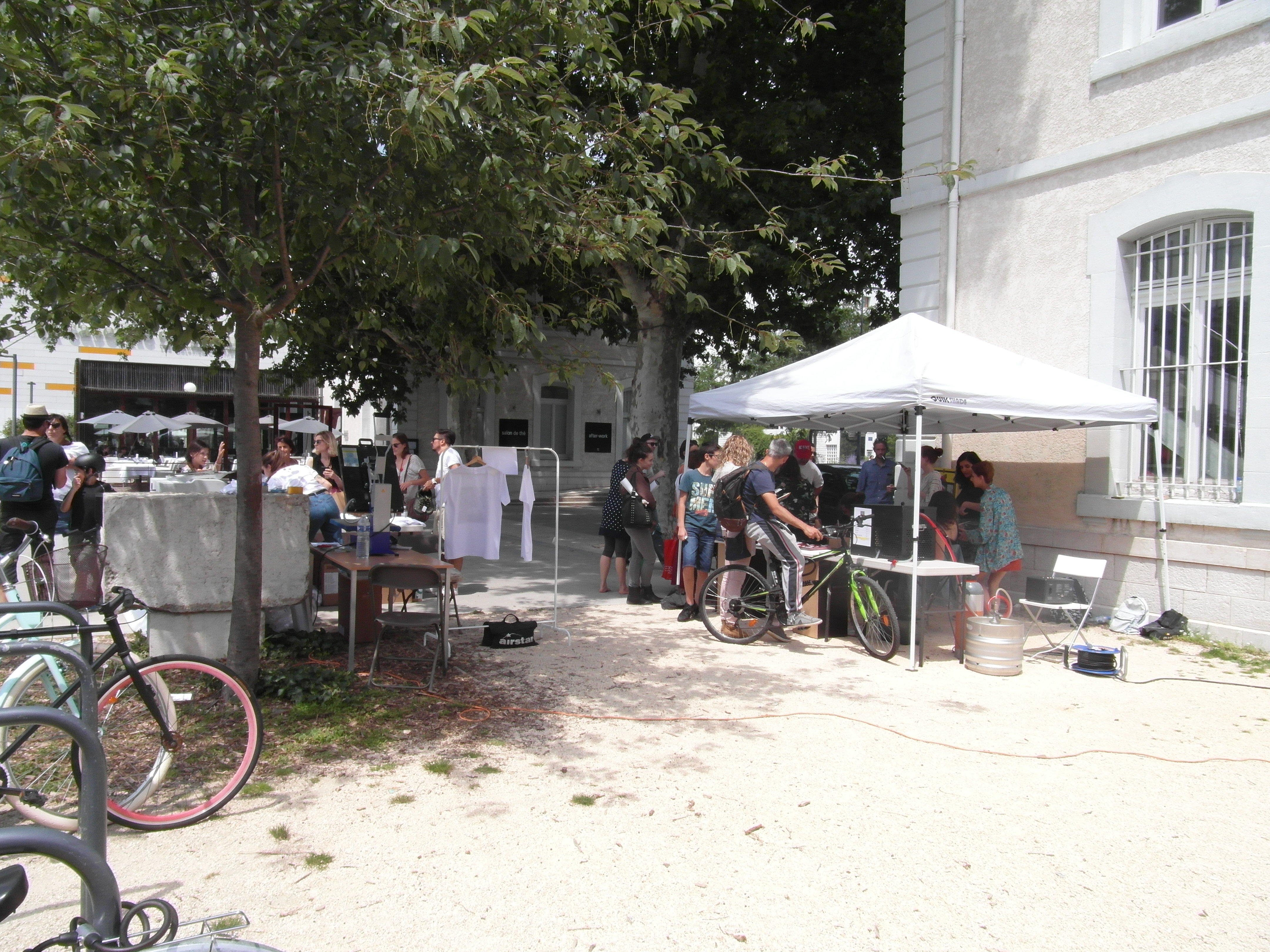
Stand du GSAF, esplanade Alain Le Ray durant le festival 2018.
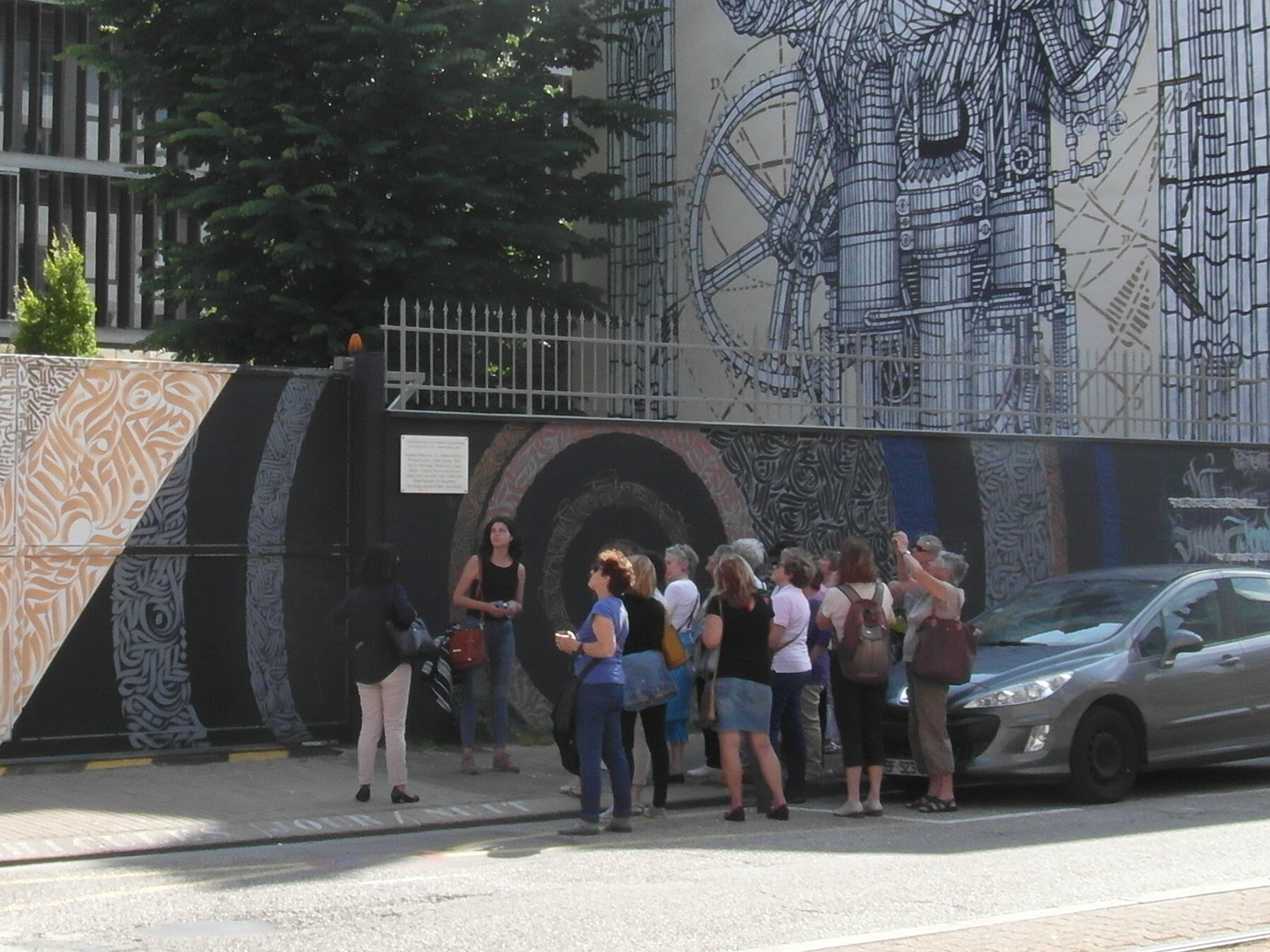
Visite urbaine guidée des œuvres du GSAF à Grenoble en 2018.
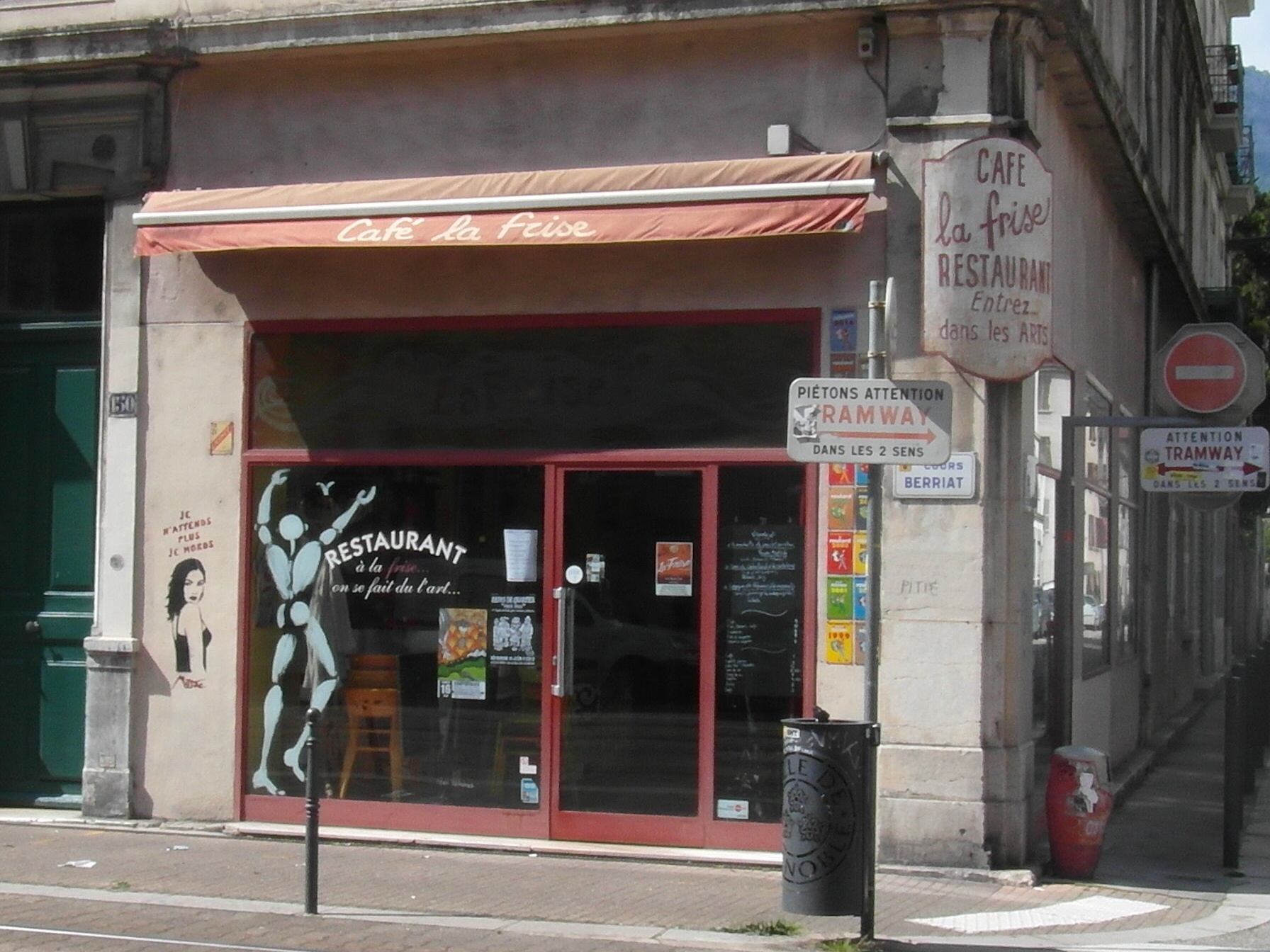
Café de la frise, situé cours Berriat à Grenoble avec un pochoir de Miss.Tic

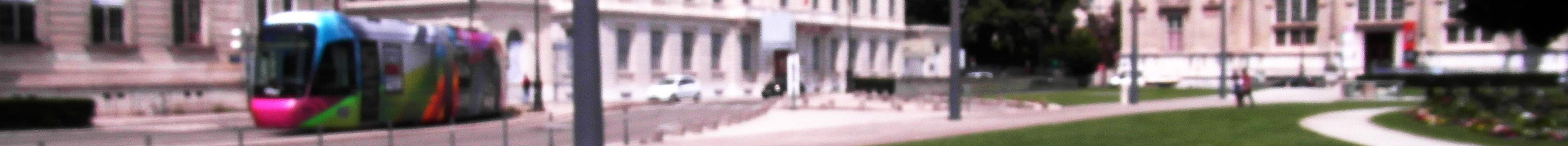
La place de Verdun durant la période du festival 2018